# Kuren
|  | Dieser Artikel oder Abschnitt wurde wegen inhaltlicher Mängel auf der Qualitätssicherungsseite der Redaktion Geschichte eingetragen (dort auch Hinweise zur Abarbeitung dieses Wartungsbausteins). Dies geschieht, um die Qualität der Artikel im Themengebiet Geschichte auf ein akzeptables Niveau zu bringen. Dabei werden Artikel gelöscht, die nicht signifikant verbessert werden können. Bitte hilf mit, die Mängel dieses Artikels zu beseitigen, und beteilige dich bitte an der Diskussion! |

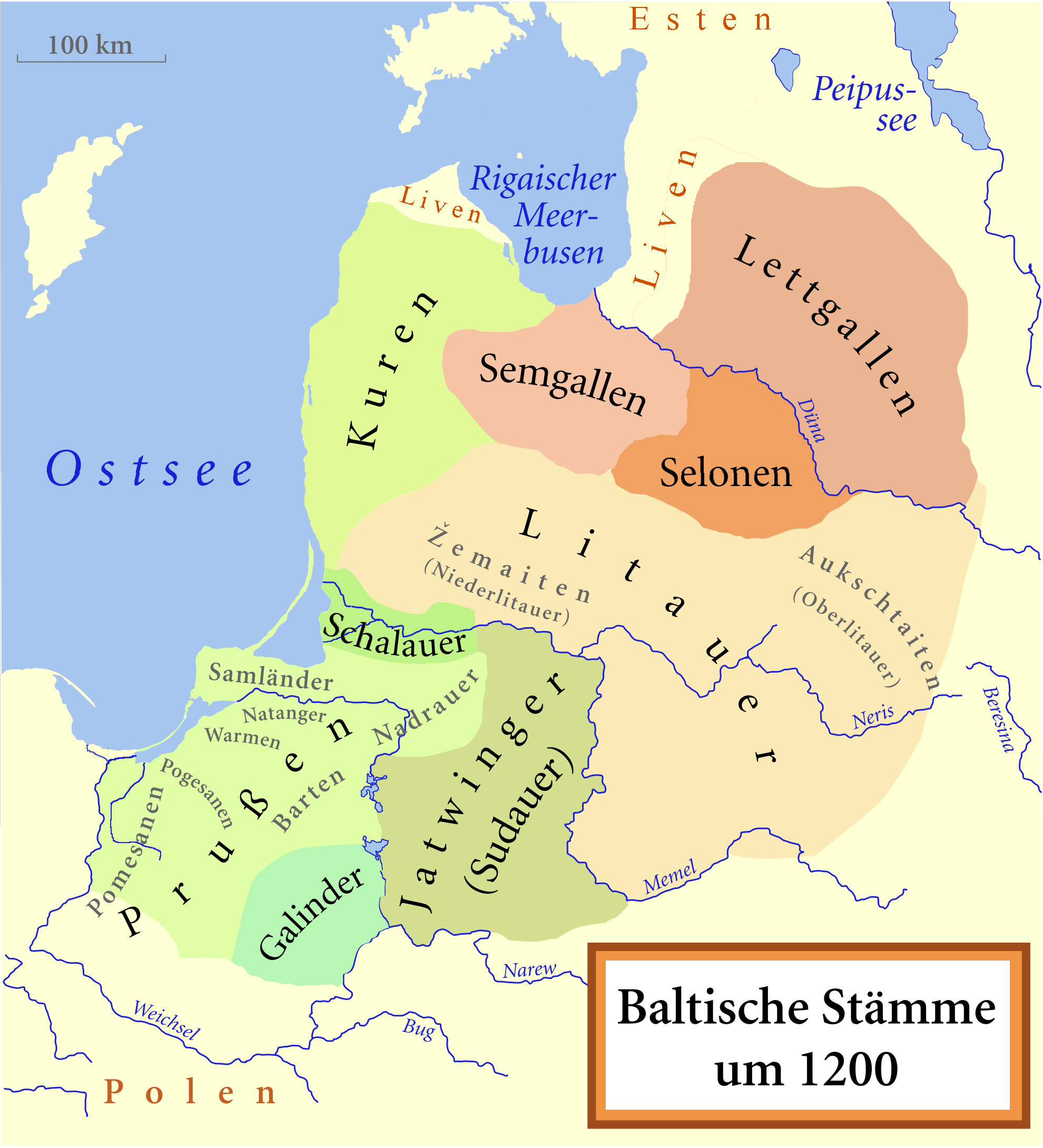
Ungefähre Siedlungsgebiete der baltischen Stämme um 1200; westbaltische Stammesverbände in Grüntönen, ostbaltische in Brauntönen, das Gebiet der Kuren im Nordwesten gelegen.

Die Kuren (lettisch kurši, kūri, litauisch kuršiai, altkurisch *korše (korsche)) waren ein baltischer Stammesverband in der nach ihnen benannten Region Kurland im Westen des heutigen Lettlands und in westlichen, küstennahen Gebieten Litauens. Sie werden in historischen Quellen des 9. bis 13. Jahrhunderts als heidnischer Stammesverband beschrieben, die unter anderem als Seefahrer und Seeräuber bis nach Gotland, Öland und zu den dänischen Inseln aktiv waren, aber auch mehrfach unter skandinavische – dänische oder schwedische – Oberhoheit fielen. Unter allen baltischen Stammesverbänden übernahmen die Kuren am deutlichsten ab der Völkerwanderungszeit, besonders aber in der Vendelzeit und Wikingerzeit kulturelle und gesellschaftliche Einflüsse aus altnordischen Gesellschaften. Die Ähnlichkeiten reichten von dem an Wikinger erinnernden kurischen Tierstil in der Alltagskultur und Kunst über die kriegerische Gesellschaftshierarchie, die Seefahrt mit häufigen Seezügen und Piraterie (hier allerdings oft gegen Skandinavien) und Handel bis hin zu Schwurgenossenschaften / Gefolgschaften zum Betrieb der Ruder- und Segelschiffe. Deshalb werden sie manchmal als „kurische Wikinger“ charakterisiert. Den eigentlichen Wikingern waren die Kuren an seefahrerischem Geschick und Seeraubzügen soweit ebenbürtig, dass diese die kurische Küste zunehmend mieden.
Gegen die Eroberungen des Schwertbrüderordens leisteten sie mit anderen baltischen Stammesverbänden 1210 bis nach 1236 bewaffneten Widerstand. Nach ihrer Unterwerfung durch den zu Hilfe gekommenen Deutschen Orden, der den geschwächten Schwertbrüderorden als Livländischen Orden inkorporierte, folgte 1260–67 ein großer kurischer Aufstand, nach dessen sehr gewaltsamer Niederschlagung der kurische Stammesverband aufhörte zu existieren. Südlichere Gruppen abseits der Küste schlossen sich dem noch etwa ein Jahrhundert anhaltenden litauischen Widerstand gegen die Zwangschristianisierung durch den Deutschen Orden an.
Im Gegensatz zu den im 15.–17. Jahrhundert aus Kurland nach Süden eingewanderten Neukuren (Nehrungskuren), die oft ebenfalls „Kuren“ genannt wurden, sprachen die alten Kuren nach heute weithin anerkannter Mehrheitsmeinung der Baltistik noch eine westbaltische Sprache, die dem Altpreußischen näher stand. Diese kurische Sprache (nicht zu verwechseln mit Neukurisch/Nehrungskurisch) wird deshalb auch „Altkurisch“ genannt. In baltischsprachiger Literatur werden die Neukuren heute in Übernahme ihrer Selbstbezeichnung als lettisch kursenieki und litauisch kuršininkai von den alten Kuren begrifflich unterschieden.
Nach der Niederschlagung des Kurenaufstandes wurde sie bis ins 16. Jahrhundert im Kurland des Deutschordensstaats durch Ansiedlungen aus Lettgallen vom Lettischen und in den küstenferneren Gebieten Westlitauens vom schemaitischen Dialekt des Litauischen verdrängt, die beide zum ostbaltischen Sprachzweig gehören. Trotz dieser Unterschiede erfolgte die Lettisierung und Litauisierung nach Analysen vieler Baltisten wahrscheinlich nicht durch Verdrängung und Aussterben des Altkurischen, sondern immer stärkere sprachliche Überformung, bis sich die Sprache dem Lettischen oder Schemaitischen allmählich angeglichen hatte. Darauf deuten ältere Sprachzeugnisse aus den Regionen hin oder ein altkurisches Vaterunser bei Simon Grunau aus dem 15. Jahrhundert, das schon mehrheitlich lettische, aber noch deutlich mehr altkurische Einflüsse als heutige Dialekte Kurlands zeigt.

## Name
Der Name (Ethnonym) der Kuren ist mit dem Wortstamm Kurš-/Kursch- (litauisch und lettisch) oder Kur- (meist in nicht-baltischen Sprachen, selten auch in der Vokalvariante mit -o- oder -au-) bekannt, was am innerhalb der baltischen Sprachen und Dialekte typischen Lautwechsel š > h > ø (=kein Laut) liegt. Die Kuren selbst sprachen ihren Namen wahrscheinlich eher wie Korše aus, woher wohl der altschwedische Name Kåri / Kori kommt. Seine Bedeutung ist aus dem baltischen Wortschatz nicht übersetzbar, war wohl wie die meisten Ethnonyme schon historisch, nicht von offensichtlicher Bedeutung. Seine ursprüngliche Bedeutung kann nur mit der historisch-vergleichenden Methode der Indogermanistik hypothetisch erschlossen werden. Zur Namensherkunft der Kuren existieren fünf Hypothesen:
1. Nach einer von Max Vasmer entwickelten Hypothese könnte er sich vom in vielen indogermanischen Sprachen und im nördlich benachbarten Livischen und Estnischen vorkommenden Ausdruck für „[Land] zur linken Seite“ herleiten. Weil diese Richtungsbezeichnungen in archaischen Vergleichsbeispielen geografisch oft mit Blick in Richtung Sonnenaufgang übertragen wurden, könnte es auch „die im Norden lebenden“ bedeutet haben.
2. Eine auf Kazimieras Būga zurückgehende Hypothese leitet den Namen vom in einigen indogermanischen Sprachen vorkommenden Wortstamm ab, der „baumloses Land“ / „[Land] niedriger Büsche“ / „karges Land“ heißen kann und vielleicht die Bedeutung „Rodungsland“ hatte.
3. Der Altgermanist Torsten Evert Karsten brachte den Namen mit dem schwedischen Dialektwort für „enges Land“ / „Winkel“ / „Ecke“, womöglich als Bezeichnung der kurischen Halbinsel in Verbindung, was heute aber selten vertreten wird.
4. Der litauische Philologe Jonas Kazlauskas schlug 1969 vor, dass der Stammesname aus einem Orts- oder Gewässernamen der Region entstand. Auch die Selbstbezeichnung der Prußen, die baltisch womöglich „schnell fließend“ bedeutet, geht vielleicht auf einen (nicht mehr sicher zuzuordnenden) Flussnamen zurück, nach dem sich die Prußen benannt haben könnten. Im Kurengebiet gibt es mehrere Orte und Gewässer mit dem Wortstamm Kursch-, die jeweils ihren Namen vielleicht nicht von den Kuren haben, sondern im Gegenteil Namensgeber der Kuren sein könnten. Ihr Name könnte wiederum von baltischen Wörtern für „Haken/Türschloss“, vielleicht auch „bauen/errichten“, „nähren“, „heben“ oder „entzünden“ oder „schneiden/roden“ kommen.
5. Wolfgang P. Schmid kritisierte 1992 alle Hypothesen als morphologisch zweifelhaft, weil das -š- dann immer den Rest einer zweiten Silbe -šas bilden müsste, die nirgendwo überliefert ist. Auch die Herleitung der Kuren und Prußen von Orts- oder Gewässernamen lehnte er ab, weil das sonst im baltischen Raum nicht üblich ist. Schmid schlug selbst die Herkunft vom indoeuropäischen krs vor, das „schnell zu See“ bedeutet und mit dem lateinischen cursarius (Korsar) stammverwandt ist. Diese jüngste Hypothese fußt auf dem modernsten Stand der Linguistik, ist heute am weitesten verbreitet. Sie bleibt aber, wie alle vorherigen eine nicht bewiesene Hypothese.[2]

Nach dem Namen der Kuren ist die historische Region Kurland benannt. Das Kurische Haff und die Kurische Nehrung haben ihre Namen möglicherweise schon von den direkt dort siedelnden Neukuren.

## Sprache

Ausbreitung der westbaltischen Sprachen im 11.–12. Jahrhundert nach der Allgemeinen Litauischen Enzyklopädie. Schraffiert sind Expansionsgebiete mit teilweise gemischter Bevölkerung. Von Nord nach Süd: Kurisch/Altkurisch, Schalauisch, im Südwesten Altpreußisch/Prußisch, im Süden Galindisch, im Südosten Jatwingisch/Sudauisch.

Die Sprache der Kuren ist mit einer Ausnahme (siehe unten) nicht schriftlich überliefert. Früher wurde angenommen, sie wäre wie die heutigen Dialekte Kurlands ein lettischer Dialekt gewesen. Die Baltistik hat seither viele Toponyme (Orts-, Flur- und Gewässernamen) aus ihrem früheren Siedlungsgebiet im Westen Lettlands und Litauens, einige überlieferte kurische Personennamen und viele Lehnwörter aus dem Kurischen („Curonismen“) in westlettischen Dialekten Kurlands und im westlitauischen Dialekten (Schemaitisch) – oft in beiden Dialekten gleichermaßen vorhanden – herausgearbeitet. Durch ihre Untersuchung wurde die alte Annahme widerlegt. Kurisch hatte in vielen phonetischen, lexikalischen und morphologischen Merkmalen eine Zwischenstellung zwischen dem Litauischen und dem Lettischen, wie die östlichen Nachbarsprachen Semgallisch und Selonisch.
Noch auffälliger war eine deutlich größere Nähe zum Altpreußischen (Prußischen). Sie beobachtete erstmals 1920–22 Kazimieras Būga, im Bereich der Lexik und 1926 und 1939 danach Jānis Endzelīns, 1939 ordnete Valentin Kiparsky Kurisch heute weithin anerkannt den westbaltischen Sprachen zu, zu denen Prußisch gehört, wenn auch mit größeren ostbaltischen (litauisch-lettischen, semgallischen, selonischen) Merkmalen, als Prußisch. Über die Zuordnung gibt es bis heute Diskussionen. Außerdem enthält sie einen Bestand an Lehnwörtern aus der vor Expansion der Kuren im nördlichen Kurland gesprochenen finno-ugrischen Sprache Livisch, die erst 2013 ausstarb („Livonismen“).
Auf wesentlich fortgeschrittenerem Kenntnisstand formulierte 1981 der führende Baltist Vytautas Mažiulis (1926–2009), dass Kurisch eine ursprünglich westbaltische, periphere (deshalb konservativere) Sprache war, die sich aber durch intensiven Sprachkontakt schrittweise den ostbaltischen Sprachen annäherte, bevor sie im Norden vom Lettischen, im Süden vom Litauisch-Schemaitischen absorbiert wurde. Nach dieser Theorie wurde sie also wahrscheinlich nicht zurückgedrängt, bis sie ausstarb, sondern näherte sich immer mehr an (so, wie sich beispielsweise einige anfangs sehr unverständliche deutsche Dialekte durch langen Kontakt dem Hochdeutschen annäherten). Dieser Beobachtung stimmte später unter anderem Wolfgang P. Schmid 1984 und 1993 und auf toponomastischer und sogar grammatischer Ebene 1987 die litauische Baltistin Benita Laumanė (* 1937) zu, die ebenfalls größere Nähe zum Altpreußischen beobachteten. Lettische Dialekte Kurlands und südlichere schemaitisch-litauische Dialekte enthalten bis heute mehr Curonismen und Livonismen als andere Dialekte.
Wann es zur Annäherung an ostbaltische Sprachen und zur Absorption kam, wird diskutiert. Toponyme und Personennamen aus dem 9.–13. Jahrhundert zeigen noch eher westbaltische Merkmale, als ostbaltische, letztere kamen vielleicht im 2. Jahrhundert n. Chr. zur Zeit der Übernahme des „ostbaltischen Steingräberkreises“ oder im 6. Jahrhundert (siehe Geschichtsabschnitt) oder auch durch kontinuierliche Sprachkontakte mit den östlichen Nachbarn in die Sprache. Wahrscheinlich wurde Altkurisch nach Niederschlagung des kurischen Aufstandes 1267, bei der die Region Bevölkerungsverluste erlitt und danach Siedler aus Ost-Lettland angesiedelt wurden, bis spätestens zum 16. Jahrhundert auf diese Weise vom Lettischen ersetzt.
Die Theorie der schrittweisen Angleichung stützt auch das einzige schriftlich überlieferte Sprachdenkmal, ein baltischsprachiges Vaterunser, das Ende des 15. Jahrhunderts von dem Chronisten Simon Grunau überliefert wurde (zum Text siehe Kurische Sprache) und das der als unzuverlässig geltende Grunau als „preußisch“ bezeichnete. Erst 1962 identifizierte es Schmid als dem Lettischen näher stehende Sprachform, höchstwahrscheinlich Altkurisch, das sich dem Lettischen schon weitgehend angenähert hatte, aber noch deutlich mehr westbaltische, dem Altpreußischen nähere Merkmale trug, als heutige Dialekte Kurlands.
Nicht zu verwechseln ist die kurische Sprache mit Nehrungskurisch, das ebenfalls als „Kuren“ bezeichnete Siedler aus Kurland vom 15. bis 17. Jahrhundert nach Preußen brachten und das schon auf einer altlettischen Dialektbasis stand, aber viele Einflüsse benachbarter deutscher und litauischer Dialekte aufnahm. Zur Unterscheidung wird Nehrungskurisch deshalb heute auch Neukurisch und die Sprache der alten Kuren Altkurisch genannt.

## Geschichte und Archäologie

### Kupfersteinzeit, Bronzezeit und frühe Eisenzeit

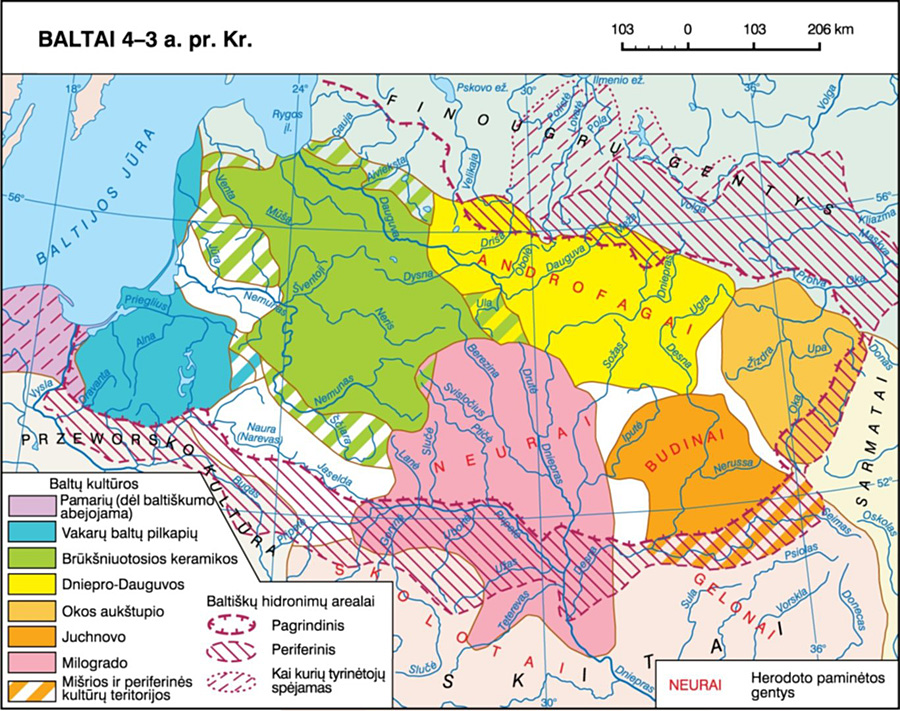
Verbreitung vermutlich baltischer Kulturen (grellere Farben) im 4.–3. Jahrhundert v. Chr. mit der Westbaltischen Hügelgräberkultur (blaugrün), im Norden abgesetzt das kurische Gebiet, und der Strichkeramik-Kultur (hellgrün) nach der Allgemeinen Litauischen Enzyklopädie.

Mit der Schnurkeramischen Kultur wurde vor 2700 v. Chr. die baltische Ostseeküste von indogermanischen Stämmen besiedelt. Dabei wurde die ältere Trichterbecherkultur der Vorbewohner ersetzt und die (vermutlich mit frühen finno-ugrischen Gruppen der Region verbundene) Narva-Kultur nach Norden abgedrängt.
Regional bildete sich aus der Schnurkeramischen Kultur mit Einflüssen der Trichterbecherkultur und der Narwa-Kultur in der Umgebung des Frischen Haffs und Kurischen Haffs zwischen Danzig und Šventoji die sehr langlebige Rzucewo-Kultur (2700–600 v. Chr., deutsch auch „Haffküstenkultur“) heraus, die die regionalen Epochen der späten Kupfersteinzeit und Bronzezeit umfasste. (Die Bezeichnungen der historischen Epochen auch im Folgenden werden hier so verwendet, wie in der Geschichtswissenschaft und Archäologie für das Baltikum üblich, nicht für Mittel- oder Südeuropa.) Im Umfeld der langen Zeitspanne der Haffküstenkultur, sowie ihrer östlichen Nachbarkulturen, der „Mitteldnepr-Kultur“ und der Fatjanowo-Kultur wird die allmähliche Abspaltung der baltischen Sprachen aus den indogermanischen angenommen, wahrscheinlich über eine Zwischenstufe baltoslawischer Dialekte zu den Balten. Weil die Haffküstenkultur am Ende nach Osten expandierte, etwa über das Gebiet der bis 1200 n. Chr. baltischsprachigen Regionen (vgl. Karte am Beginn des Artikels) wird hier in jüngerer Forschung die Herausbildung der in historischer Zeit noch bekannten baltischen Sprachen vermutet, während in der Mitteldnepr- und Fatjanowo-Kultur wahrscheinlich baltische Sprachzweige der sogenannten Dnepr-Balten entstanden, die vom ersten nachchristlichen Jahrtausend (Slawische Expansion) bis 15. Jahrhundert verdrängt wurden.
In der frühen Eisenzeit spaltete sich die Rzucewo-Kultur um 600 v. Chr. in die Westbaltische Hügelgräberkultur (6.–1. Jahrhundert v. Chr.) und östlichere Strichkeramik-Kultur. Die Westbaltische Hügelgräberkultur ist höchstwahrscheinlich der Entstehungshorizont des Sprachzweiges der westbaltischen Sprachen, zu denen wohl auch Altkurisch gehörte, während in der Strichkeramik-Kultur die ostbaltischen Sprachen entstanden.

### Mittlere Eisenzeit (2. bis 6. Jahrhundert)

#### Memellandkultur und frühe Kulturblüte

Baltische Kulturen der Eisenzeit ca. 200–600 n. Chr.
Memelland-Kultur (frühe Kuren)
Dollkeim-Gruppe (frühe Prußen im Samland-Natangen)
Olsztyn-Kultur (frühe Galinder)
Sudauer Gruppe (frühe Jatwinger)
Strichkeramik-Kultur (frühe Ostbalten)
Milograd-Kultur
Dnjepr-Dwina-Kultur (frühe Dnepr-Balten)
Bel-Gräber-Gruppe

Vom 1. vorchristlichen bis 2. nachchristlichen Jahrhundert spaltete sich die Westbaltische Hügelgräberkultur in mehrere Nachfolgekulturen auf, die sich aufgrund ihrer regionalen Verbreitung gut den seit dem 8./9. Jahrhundert namentlich überlieferten Stammesverbänden in Verbindung bringen lassen. Zwar ließ sich noch eine Expansion der Dollkeim-Kultur, die mit den frühen Prußen identifiziert wird, nach Süden und Südwesten auf Kosten der Olsztyn-Kultur der frühen Galinder und die Ausbreitung der Sudauer-Kultur der frühen Jatwinger nach Südosten und Osten beobachten, aber im Allgemeinen blieben ihre Verbreitungsgebiete bis ins Mittelalter stabil. Die Aufspaltung begann möglicherweise bereits im 4. vorchristlichen Jahrhundert, als in der Westbaltischen Hügelgräberkultur kulturelle Untergruppen auftraten. Die baltische Memelland-Kultur wird durch ihre territoriale Ausbreitung bereits mit den Vorläufern der Kuren verbunden, entsprach bis auf spätere Ausdehnungen nach Osten und Nordosten schon dem später überlieferten Siedlungsgebiet der Kuren.
Diese Zeit etwa vom 2. bis zum 4./5. Jahrhundert nach Chr. wird auch „Goldenes Zeitalter der Balten“ genannt, denn während dieser Periode wird eine konstante Besiedlung durch etwa 1000 Gräberfelder nachgewiesen. Vor Ende dieser Zeit gab es keine archäologischen Anzeichen von Abwanderungen, Bevölkerungsverschiebungen oder von Invasionen fremder Stämme. Funde römischer Münzen konzentrieren sich auf die Küstengebiete von Danzig bis ins Baltikum, was den Export des im Römischen Reich sehr begehrten Bernsteins über die östliche Bernsteinstraße zeigt. Die ergiebigen Bernsteinvorkommen befinden sich im Baltikum fast alle in Küstennähe. Bernsteinamulette sind im 6./7. Jahrhundert auch als Grabbeigaben erhalten. In dieser Zeit bildeten die baltischen Kulturen einen statisch wirkenden geometrischen Stil mit geraden Linien und Winkeln, häufig rechten Winkeln, beispielsweise als Ornamente auf Schmuck und Alltagsgegenständen, der teilweise dreidimensional gearbeitet ist.

#### Beginn der Ethnogenese und archäologische Kennzeichen
Antiken Autoren, besonders Thukydides, Plinius der Ältere und Claudius Ptolemäus überliefern im baltischen Sprachbereich die Namen mehrerer Stämme, die aber nur schwer und hypothetisch allein anhand der Namen, Verortungen oder Quellenvergleiche mit jüngeren baltischen Stammesverbänden identifizierbar sind. Die von den meisten antiken Autoren beschriebenen Aestii (vielleicht auf eine gotische Fremdbezeichnung zurückgehend) werden manchmal als Sammelbegriff der Balten gedeutet, oder als südliche Gruppe, der Historiker und Archäologe Wojciech Nowakowski verortet sie im Umfeld des Samlandes, wohl frühe Prußen der Dollkeim-Kultur. Zuletzt zählt Claudius Ptolemäus am vollständigsten die Veltai, Osioi, Karbones und Kotatoi, Kareotai, Saloi, Galinda und Soudinoi auf. Die letzten drei sind höchstwahrscheinlich die frühesten Erwähnungen der Selonen, Galinder und der „Sudauer“, eine Alternativbezeichnung der Jatwinger, die wahrscheinlich auf einen ihrer drei Teilstämme, den nordwestlichen, zurückgeht. Die Veltai waren nach ihrem Namen wohl ein slawischer Stamm an der unteren Weichsel. Der Name der Osioi geht wohl auf das baltische Wort für Flussdelta (usta/osts/uosts) zurück und deutet darauf hin, dass sie im Memeldelta und der Umgebung lebten, Tacitus erwähnt in derselben Region die Lemovii, ein Name, der vielleicht mit der späteren Region Lamata/Lamotina, die westlichere der beiden Landschaften der Schalauer am Memeldelta, zusammenhängt, die wohl gemeint sind. Die Kareotai sind möglicherweise die früheste Erwähnung der Kuren, aber das ist nicht eindeutig zu beweisen oder zu widerlegen.
Kurische und prußische Siedlungen sind an ihren Bestattungen unterscheidbar: Die Prußen äscherten ihre Toten ein, während die Kuren typische Körperbestattungen durchführten: Sie gebrauchten rechteckige oder runde (unregelmäßig ovale) Steinwälle, inmitten derer die Gräber in flachen Grabhügeln wabenförmig nebeneinander lagen. Diese Bestattungsform hatte im 2. Jahrhundert n. Chr. die ältere Brandbestattung mit Urnen in größeren Hügelgräbern der Westbaltischen Hügelgräberkultur verdrängt. Sie wurde aus dem benachbarten „ostbaltischen Steingräberkreis“ übernommen, die sich zuvor aus der Strichkeramik-Kultur entwickelt hatte, unter flachen Hügelgräbern. Die Art der Bestattung war identisch. Daraus schlussfolgerten einige Archäologen, dass es zu einer Einwanderung aus dem Osten gekommen sein muss, vielleicht sogar die Vorbevölkerung verdrängt wurde, andere Archäologen interpretieren die Fundlage so, dass hier eine nördliche Gruppe der westbaltischen Hügelgräber-Leute benachbarte religiöse Vorstellungen und Bestattungen übernahmen. Erst vom späten 8. bis 12. Jahrhundert übernahmen auch die Kuren ganz allmählich die Einäscherung von den Prußen, später als alle anderen Stämme der Umgebung. Der litauische Archäologe Vladas Žulkus rät davon ab, den Wechsel der Brand- zu Körperbestattungen wie ältere Literatur überzubewerten, denn sie blieb in vielen anderen Details (Lage der Beigaben in der Grabkammer, Verwendung von Miniaturbeigaben) identisch. Auch die prußischen Brandgräber-Hügel stehen in Steinkreisen, die Körpergräber wurden vor der Beisetzung oft rituell kurzzeitig angezündet und die Beisetzungspraxis umfasste auch immer Seebestattungen. Sehr ähnlich waren daneben die Details der Bestattungen auf der Ostseeinsel Gotland zu der es (wie später auch) offenbar schon zu so früher Zeit im 1.–2. Jahrhundert n. Chr. enge kulturelle Kontakte gab.
Wie für viele vorchristlich-heidnische Stammeskulturen ist die materielle Kultur der Memelland-Kultur und der Kuren, aus archäologischen Ausgrabungen durch Grabbeigaben gut erforscht. Männergräbern wurden Alltagsgegenstände, Waffen und Schmuck ins Jenseits mitgegeben. Frauengräbern wurden Schmuck und Alltagsgegenstände mitgegeben. Der Kleidungsstil der Kuren ist durch diese Körperbestattungen bekannt. Männer trugen Hosen und Oberteile, die bis zum Oberschenkel reichten, manchmal Überhänge, Lederschuhe, die in Wickelgamaschen übergingen und Pelzmützen. Frauen trugen lange Kleider und Schürzenkleider und manchmal Oberkleider oder Mäntel. Wie in allen baltischen Kulturen verbargen sie, egal ob verheiratet oder unverheiratet, ihr Haupthaar unter oft sehr langen, wallenden Kopftüchern. Diese Tradition bestand in einigen archäologischen Kulturen der Eisenzeit. Die Kleidung wurde mit Gürteln und Gewandspangen (Fibeln) zusammengehalten. Die Kleider sind farblos oder gefärbt bekannt, häufig wurden sie in Kombination getragen.

### Späte Eisenzeit I (6. bis 9. Jahrhundert)

#### Völkerwanderungszeit und Abschluss der Ethnogenese
Vom 5. bis 9. Jahrhundert veränderten sich die Lebensbedingungen der baltischen Stämme, denn mit der Expansion der Goten und der Völkerwanderung kam es zu Konflikten und demographischen Verschiebungen in der Region. Danach wurden die baltischen Stämme von Osten und Süden her durch die Expansion der Slawen und bald darauf auch von frühen Wikingern und ihren skandinavischen Vorläufern unter Druck gesetzt.
Viele Experten gehen heute davon aus, dass die Ethnogenese der Kuren um das 6. Jahrhundert mit der Fragmentierung und dem Niedergang der Steingräber-Tradition ihren Abschluss fand. Die Zahl der gefundenen Bestattungen zeigt, dass in der Zeit ein Wiederaufschwung der Bevölkerungszahl nach Bevölkerungsverlusten im 4./5. Jahrhundert einsetzte. Nach archäologischen Forschungen spaltete sich die späte Memellandkultur erst während des Bevölkerungsrückgangs in eine größere nördliche Gruppe an der Südwestküste Lettlands und eine südliche Gruppe an der heute litauischen Küste, die die Steinkreis-Gräber-Bestattung beendete, auf. Die südliche Gruppe wurde von fremden Rückkehrern von der Völkerwanderung aus Pannonien/dem Donaugebiet in Richtung Skandinavien, wahrscheinlich vorwiegend Heruler und einige andere (Gepiden?, Goten?, Hunnen?) von der Memel weg nach Norden abgedrängt, wo sie später bei erneuter Zunahme der Bevölkerung wieder mit der nördlichen Gruppe verschmolz und die Steinkreistradition von ihr wieder übernahm. Die nördliche Gruppe war kulturell einflussreicher. Nach weiteren Indizien mischte sich eine größere Gruppe von ebenfalls in Bewegung geratenen ostbaltischen Žemaiten unter diese Bevölkerung, möglicherweise auch einige baltische und vielleicht auch weitere Rückkehrer aus der Völkerwanderung. Für die Prußen gibt es archäologische Indizien, dass prußische Rückkehrer aus der Völkerwanderung eine hohe Stellung in ihrer Gesellschaft einnahmen. Durch diese Verschmelzungen wurde die Ethnogenese der Kuren abgeschlossen.

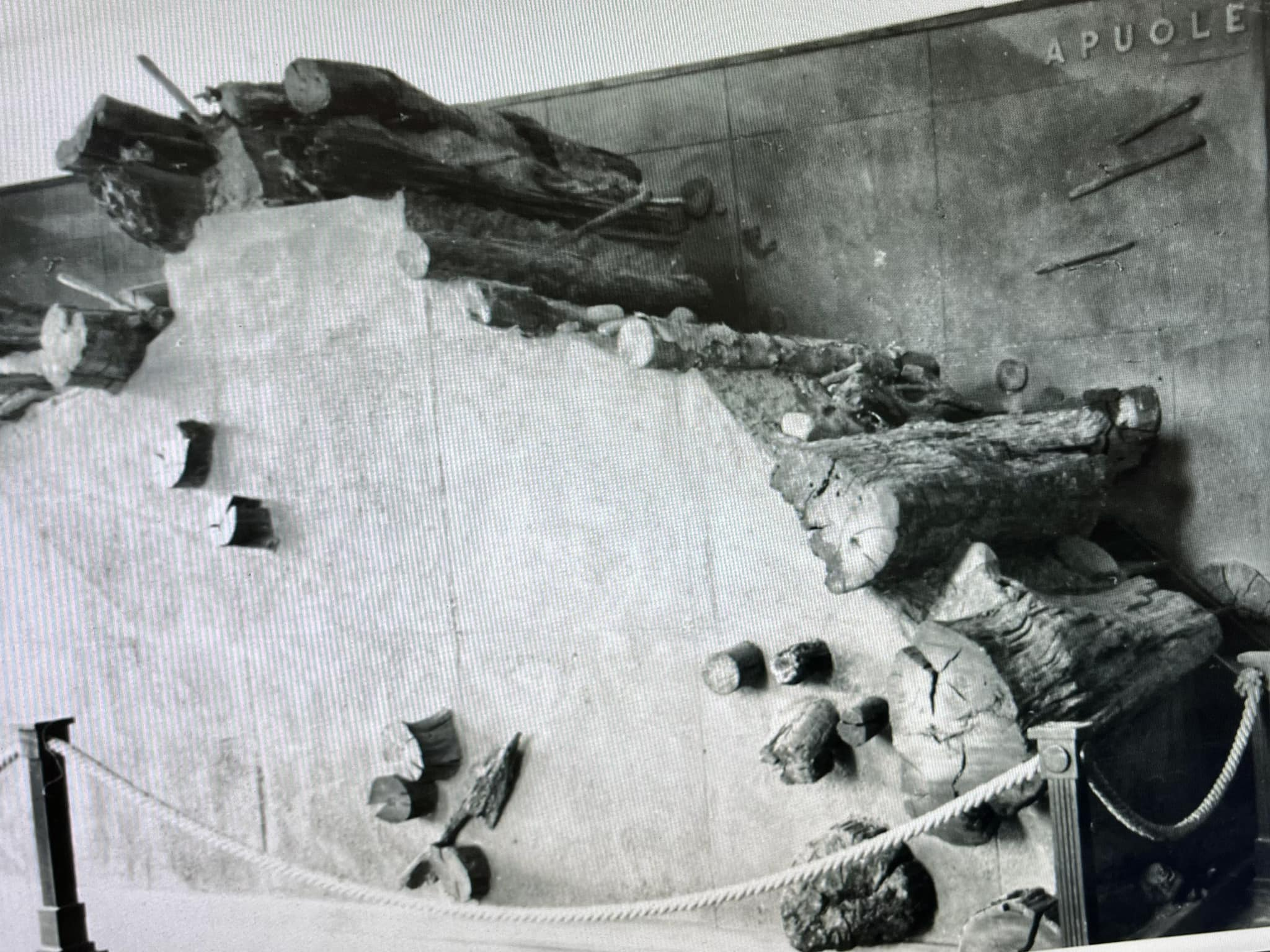
Archäologische Rekonstruktion der kurischen Wehrbefestigung einer ihrer beiden Zentren, der Hügelburg Apuolė (Rajongemeinde Skuodas), Vytautas-Magnus-Militärmuseum, 1930er Jahre.

Ab dem 5. Jahrhundert sind Burgberge belegt, die als Rückzugsbefestigungen in den zunehmend kriegerischen Zeiten dienten. Diese Hügelburgen wurden bevorzugt auf Steilufern oder in Gewässern auf Landzungen errichtet und seit dieser Zeit von allen baltischen Stämmen erbaut. Eine Besonderheit kurischer Hügelburgen war, dass diese nicht durch Holz-Palisaden, sondern mit Wällen aus Baumstämmen und gestampftem Lehm befestigt wurden. Die Innenfläche einer solchen Burg betrug von einem halben bis über sechs Hektar.
Mit Beginn der kriegerischen Völkerwanderungszeit tauchten im 5. Jahrhundert n. Chr. Pferdebestattungen in Gräbern männlicher Stammesadliger häufig auf, nicht nur bei den Kuren, auch bei den Schalauern, Žemaiten (Niederlitauern), Aukschtaiten (Oberlitauern), aber nicht bei den nördlicheren Semgallen, Selonen und Lettgallen. Höchstwahrscheinlich wurde diese Tradition in der Völkerwanderungszeit von außen übernommen. Sie „verschwanden“ ab dem 8. Jahrhundert, weil alle diese baltischen Stammesverbände von den Prußen, sicher verbunden mit einer religiösen Veränderung, die Einäscherung übernahmen. Dass berittene Kriegsführung auch in der Zeit der Urnengräber eine wichtige Rolle spielte, zeigen Trensen, Sporen, Steigbügel, Zaumzeugschnallen, Pferdeglocken und Peitschengriffe aus Metall unter den Grabbeigaben, und mehrere bildliche Darstellungen von Reiterkriegern in kurischen Gräbern, die einzigen im baltischen Raum.

#### Skandinavischer Einfluss
Ab etwa 600 drängten von der Ostsee bewaffnete Verbände von Skandinaviern aus Gotland, Dänemark und Schweden ins Land, die wohl zeitweilig Teile des Kurengebietes beherrschten, oder auch nur große Silbertribut-Zahlungen von den Kuren erzwangen. Die frühe lang anhaltende Dominanz oder Präsenz von Skandinaviern wurde durch die Entdeckung ausgedehnter Gräberfelder aus der frühen Vendelzeit (600–850) in Grobiņa mit 3000 Gräbern im Stil Gotlands und Mittelschwedens bestätigt, die aus der Zeit zwischen 650 und 800 stammen. Es ist allerdings unklar, ob die Skandinavier von dort aus Teile der kurischen Verbände beherrschten, oder von diesen nur auf relativ kleinem Gebiet als Handelszentrum geduldet wurden. Mangels genauerer historischer Quellen im 5.–9. Jahrhundert sind die politischen Herrschafts- und Abhängigkeitsverhältnisse und Konflikte mit den archäologischen Indizien also schwer bestimmbar.

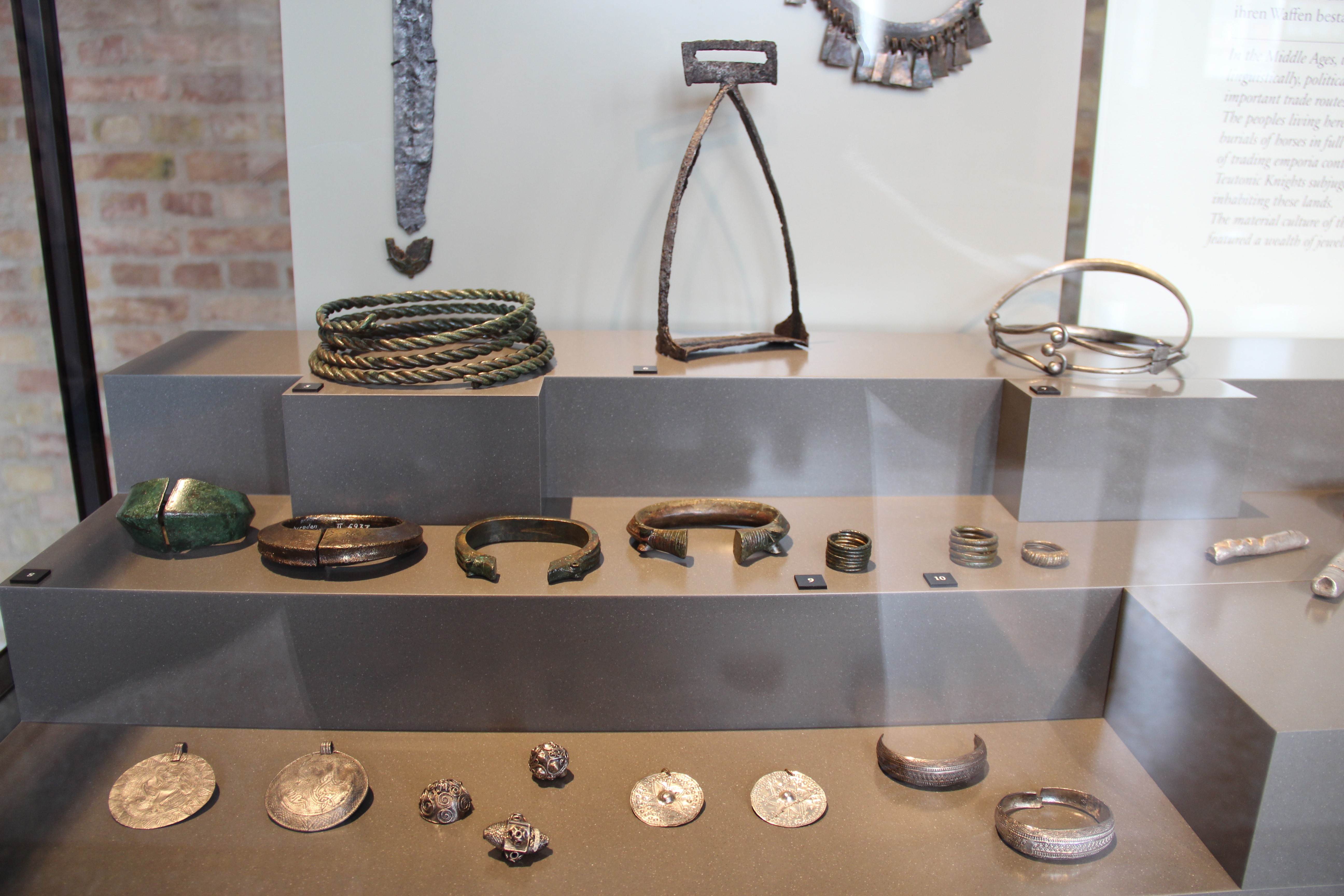
Typisch kurische Brakteaten (dünne Münzen, die auch als Amulette dienten) im Tierstil (links unten) und Armbänder mit frühen baltischen Tiermotiven (Mitte) in der Vitrine baltischer Fundstücke der Ausstellung zur Völkerwanderung im Neuen Museum Berlin. Die übrigen Objekte sind Brakteaten, Armreife, ein Brustreif und ein Steigbügel im geometrischen baltischen Stil und Stirnreife und Ringe im „Raupenmotiv/Wurmmotiv“.

Eine aus dem Kulturaustausch entstandene Besonderheit der Kuren zu benachbarten baltischen Kulturen ist der „kurische Tierstil“, mit dem seit dem 7. Jahrhundert Schmuckstücke, wie Armbänder, Amulette und Fibeln, aber auch Waffen oder Alltagsgegenstände mit zoomorphen (tierförmigen) Motiven verziert wurden. Die Mehrheit der aktuellen Forscher hält ihn für einen Einfluss des germanischen Tierstils, der sich seit dem 4./5. Jahrhundert in der Völkerwanderungszeit aus drei Inspirationsquellen bildete: der naturalistischen römischen Kunst, dem im Schwarzmeergebiet und Pannonien verbreiteten (hier griechisch überformten) skythisch-sarmatischen Tierstil und der ornamentalen keltischen Kunst. Mit den damals sehr mobilen Verbänden verbreitete er sich sehr schnell über ganz Europa und prägte beispielsweise noch die frühmittelalterliche, christliche Buchkunst. Zentren der Weiterentwicklung des germanischen Tierstils war die Donauregion von Schwaben/Rheinland bis Niederösterreich/Pannonien, einschließlich der von dort nach Italien ausgewanderten Langobarden, und Nordgermanien von Schleswig-Holstein über Jütland und die dänischen Inseln bis Schonen, wo in der Vorwikingerzeit (Vendelzeit) der „frühe Wikingerstil“ (Vendelstil, später Oseberg-Stil usw.) entstand. Baltische Künstler versuchten, den europaweiten, sehr ornamental-geschwungenen und dynamischen Tierstil ab dem 5./6. Jahrhundert in den geometrischen baltischen Stil zu integrieren, was aber schwierig blieb. Die erhaltenen Arbeiten sind künstlerische Unikate, die oft in rechte Winkel verfielen und aus denen sich kein dauerhafter Stil bildete. Bis auf einige Grundformen der Fibeln (Armbrustfibeln und Bügelfibeln ohne Tierdarstellung) und spiralisch geschmiedete Ringe und Armbänder („Raupenmotiv/Wurmmotiv“) blieb nichts in der baltischen Kunst zurück. Eine zweite Welle des Einflusses des Tierstils betraf ausschließlich die Kuren, der sich im 7./8. Jahrhundert herausgebildete „kurische Tierstil“, der wesentlich formenreicher, dynamischer, ornamental-geschwungener und abgerundeter gearbeitet war und sich als fester kurischer Stil etablierte. Seine Motive haben große Ähnlichkeit mit Vorbildern in Dänemark und Gotland, wenn auch etwas geometrischer. Zu den streng geometrischen Verzierungen anderer baltischer Kulturen bildeten sie einen deutlichen Kontrast.
Auch bei kurischem Frauenschmuck kamen unter skandinavischem Einfluss nicht nur einschnürige Perlenketten aus bunten oder undurchsichtigen Glas-, Bernstein-, Metall- und Goldperlen vor, sondern auch Colliers aus vier bis manchmal 15 nach außen versetzten Perlenschnüren, die oft durch eingefädelte bronzene Distanzstifte in Form und in regelmäßigem Abstand gehalten wurden. Während mehrschnürige Perlencolliers ohne Distanzstifte aus kurischen Funden und aus Frauengräbern der Schalauer (auch ihrer Region Lamotina, siehe unten) bekannt sind, sind diese Distanzstifte ein spezifisches Fundkennzeichen der Kuren, von anderen baltischen Kulturen unbekannt. Kurische Perlencolliers mit Distanzstiften entstanden erst ab dem 11. Jahrhundert und gehen sicher auf skandinavischen Einfluss zurück, wo sie besonders auf Gotland, auch auf Seeland häufig waren, was trotz der in Quellen betonten Kämpfe zwischen Kuren und Wikingern einen fortbestehenden kulturellen Austausch belegt. Sie kamen generell in germanischen Kulturen vor und gingen wahrscheinlich ursprünglich auf römisch-byzantinische Anregung zurück.

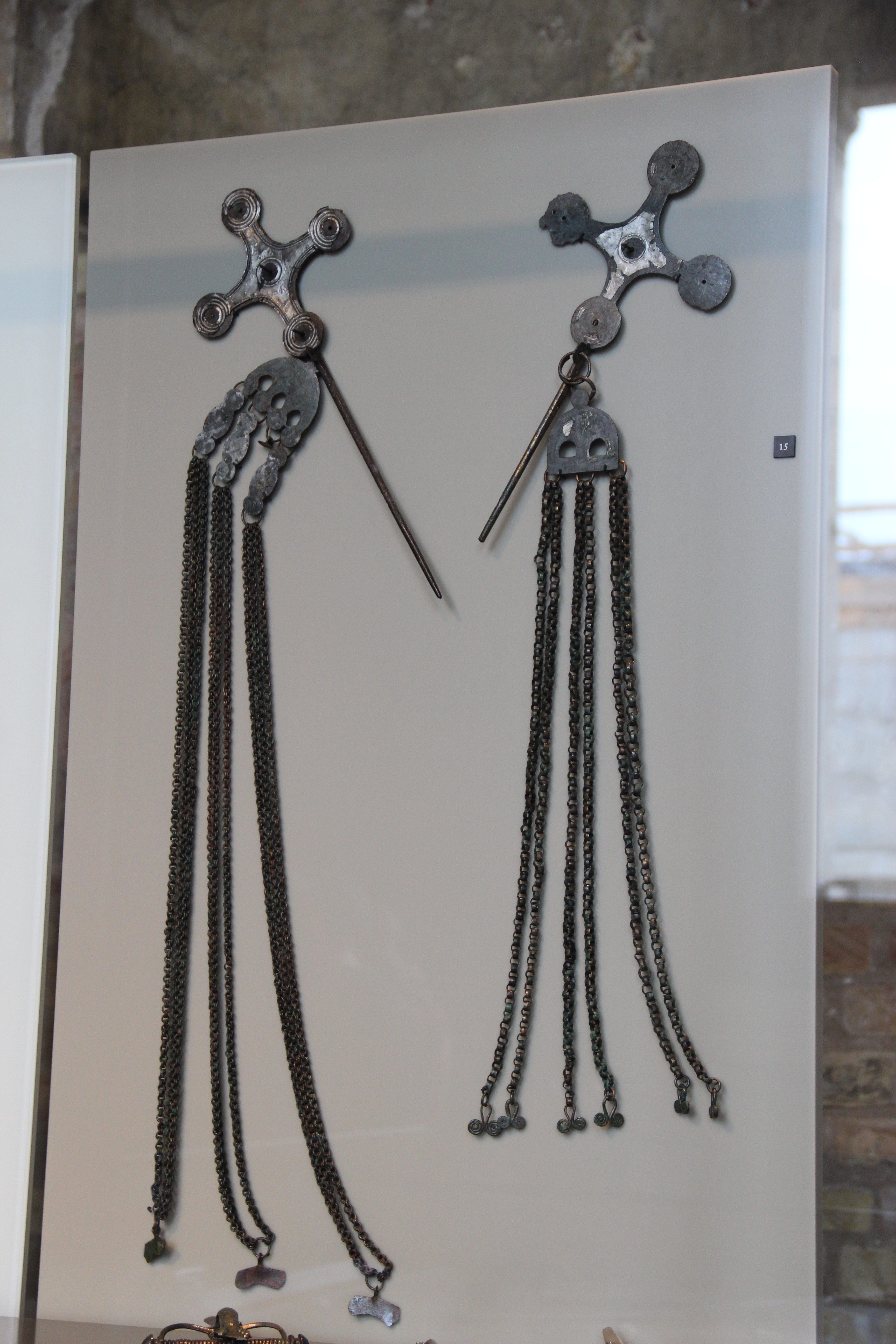
Versilberte Gewandnadeln mit kurischem Kreuzmotiv und eingearbeiteten blauen Glasperlen und Kettenschmuck aus einem weiblichen Urnengrab in Pryšmančiai (8./9. Jahrhundert), Rajongemeinde Kretinga. Foto in der Völkerwanderungsausstellung des Neuen Museums Berlin. Das Motiv ist typisch für Kuren und Semgallen, versilbert aber kurisch.

Dafür sind geschmückte Stirnbänder (als textile Schmuckstricke, gewebtes Band oder ebenfalls Perlenketten), die in adligen Frauengräbern besonders der Lettgallen, Semgallen und Selonen typisch waren, oder Stirnreifen aus Metall (manchmal als kunstvolle Spiralen geschmiedet), besonders in Frauengräbern der Litauer und Žemaiten charakteristisch, für kurische Frauengräber des 9.–13. Jahrhunderts unbekannt. Kurische Kopfschleier wurden mit Fibeln oder Gewandnadeln – manchmal mit typisch kurischem kreuzförmigem Schmuck – zusammengehalten. Es ist aber eine ungeklärte Frage der regionalen Archäologie, ob Stirnreifen oder Stirnbänder in kurischen Frauengräbern früherer Zeiten, des 5.–9. Jahrhunderts selten vorkamen und ob einige der Perlencolliers vielleicht nicht um den Hals, sondern um den Kopf getragen wurden.
Kurische Broschen, Anstecknadeln, Anhänger und anderer Schmuck bestanden im 6.–11. Jahrhundert aus versilbertem Metall, während die Entsprechungen in Gräbern der anderen baltischen Stammesverbände zumeist aus verzinnter Bronze gefertigt waren. Der Reichtum liegt nicht an besonderen Bodenschätzen, sondern bestätigt den Ruf der Kuren in mittelalterlichen Quellen, die sie als gnadenlose Seeräuber, Krieger und strategische Händler schildern, derjenige unter den baltischen Stämmen, der den Wikingern an seefahrerischem Geschick, Seeraubzügen und Kriegerischkeit ebenbürtig war (siehe unten).

### Späte Eisenzeit II (9. bis 13. Jahrhundert)

#### Kurische Seeräuber in Konflikten mit Wikingern
Im 9. Jahrhundert begannen die Züge der eigentlichen Wikinger (Schwurgemeinschaften oft junger Männer, die in der Fremde mit Raubzügen, aber auch Handel ihr Glück suchten) aus Skandinavien auch ins Baltikum, nach Osteuropa und in den Orient (siehe Waräger). Die eigentliche Wikingerzeit begann damit erst nach dem Verlust von Grobiņa für die Skandinavier. In dieser Zeit entwickelten sich die Kuren zum einzigen baltischen Stammesverband, der trotz in den Quellen angegebenen gelegentlichen Niederlagen und Siegen die Wikinger/Waräger dauerhaft an einer Etablierung von Stützpunkten in ihrem Siedlungsgebiet hindern konnte, sogar zu Gegenangriffen und Raubzügen gegen die skandinavischen Küsten und zu Versuchen kurischer Ansiedlungen an diesen Küsten überging. Nur ihre nördlichen Nachbarn, die Liven aus Nord-Kurland sowie estnische Stämme, besonders von den Inseln Saaremaa (Ösel) und Hiiumaa (Dagö), die nicht baltischer Sprache, sondern finno-ugrisch-sprachig (ostseefinnischer Zweig) waren, entwickelten eine ähnliche Strategie. Archäologische Funde bestätigen, dass die Kuren das Pirateriewesen von den Skandinaviern übernahmen. Erste Anzeichen skandinavischer Beutezüge im Baltikum setzten schon im 5./6. Jahrhundert ein, sie erreichen ihren Höhepunkt im 9. bis 11. Jahrhundert. So wurde auf Gotland ein Hortfund von Beutebronze aus dem Baltikum gefunden, der Spilling-Hort 3, der nach Auswertung durch die litauische Archäologin Audronė Bliujienė aus der Zeit um 880 stammt und von einem Raubzug von Saaremaa über den Unterlauf der Düna bis Kretinga und Palanga stammt, wobei offenbar auch mehrere Gräber und Schmuckhändler ausgeraubt wurden. Die kurische, estnische, seltener semgallische und wendische (westslawische) Piraterie setzte dagegen erst im 8./9. Jahrhundert ein, ging in der Zeit wachsenden Drucks wikingischer Raubzüge deutlich zurück und erreichte ihren Höhepunkt im 11. bis 13. Jahrhundert. Wie die Wikinger griffen auch die Kuren und Esten in Schiffsgruppen von acht bis 10 Schiffen (bei den Wikingern sind neun bis 18 Schiffe in Quellen erwähnt) an und raubten nicht nur materielle Güter, sondern auch Menschen für den Sklavenhandel und nach Quellenerwähnungen scharten wie bei den Wikingern meistens junge Angehörige des Kriegeradels eine Schwurgemeinschaft / Gefolgschaft zum Betrieb eines Schiffes für Kaperfahrten um sich. Die gesellschaftlichen und kulturellen (Tierstil usw., siehe vorheriges Kapitel) Ähnlichkeiten gingen so weit, dass einige Fachautoren die von einem lettischen Schriftsteller geprägte Charakterisierung „kurische Wikinger“ übernehmen. Im letzten Jahrhundert der kurischen und estnischen Piraterie suchten sie schon christianisierte dänische und schwedische Küsten und Händler heim, als von den Skandinaviern nach der Übernahme christlicher Ethik kaum noch Raubzüge ausgingen. In dieser Zeit wurden Gegenangriffe dänischer und schwedischer Kleinkönige und friesische Küstenwachen zum Schutz eingesetzt. Auch versuchten die Dänen und Schweden durch christliche Missionierung und Errichtung neuer Handelszentren das Baltikum mit geringem Erfolg zu befrieden. Die baltischen Stammesverbände verweigerten sich weitgehend dem Christentum, das sie schon seit drei Jahrhunderten als Religion feindlicher Nachbarregionen im Westen, Süden und Osten kannten.
Für die Frage, warum gerade die Kuren unter den baltischen Stämmen zu Gegenangriffen übergingen, gab es zwei Ursachen. Zum Ersten betrieben die Wikinger für ihre Handelswege über die großen Flüsse Weichsel, Memel, Düna/Daugava, Newa und Dnepr an den Flussmündungen große Handels- und Umschlagplätze, in deren Umgebung sie Raubzüge und Feindseligkeiten vermieden, um sie nicht Racheangriffen auszusetzen, sondern Handel mit den Einheimischen trieben. Archäologische Untersuchungen der Verteilung ihrer persönlichen, nicht gehandelten Amulette („Tonpfoten“ und Mjölnir-Amulette, die an Halsketten getragen wurden), zeigen, dass die Wikinger die Daugava/Düna als eine ihrer Hauptrouten für den Weg von den Warägern zu den Griechen verwendeten, ihre Handelsgüter sind dagegen weiter gestreut. An der Daugava-Mündung beim heutigen Riga erwähnt die Gesta Danorum mehrfach ein livisches Stammesfürstentum „Hellespont“, das die Waräger, die nach Funden vorwiegend von Gotland, Öland, Bornholm, den dänischen Inseln, Åland und aus Södermanland stammten, regelmäßig ansteuerten. Weil die Kuren oder Esten keine großen Flüsse als Hauptverkehrsadern in ihren Siedlungsgebieten hatten, bildeten sie eine Tradition des Widerstands gegen ihre Raubzüge.
Zum anderen entwickelten die Kuren und ihre nördlichen Nachbarn eine besonders kriegerische Gesellschaft. Das zeigen nicht nur ihre Gegenraubzüge nach Skandinavien, sondern auch die nochmalige Zunahme des Anteils von Kriegerbestattungen, verglichen mit der Völkerwanderungszeit, und für die Kuren und Esten auch die Expansion ihrer Siedlungsgebiete im 11. bis 13. Jahrhundert. Sicher spielt dafür auch der jahrhundertelange skandinavische Kultureinfluss auf die „kurischen Wikinger“ eine Rolle, den die Quellen kaum andeuten, der aber archäologisch weithin auffällt. Von ihren südlichen Nachbarn, dem prußischen Stammesverband der Semba (Samländer) ist zwar ebenfalls überliefert, dass sie die wikingischen Kriegszüge nach dem Ende der warägischen Handelsplätze Truso (bis 10. Jahrhundert) und Wiskiauten (bis 11. Jahrhundert) erfolgreich abwehrten, aber es gibt keine Hinweise in Quellen oder archäologischen Funden, dass sie auch zu Gegenangriffen an die skandinavische Küste übergingen. Nach archäologischen Untersuchungen gingen die Raubzüge gegen die skandinavischen Küsten zumeist von den südlichen Kuren an der heute litauischen Küste aus, die nördlichen im heute lettischen Kurland handelten teilweise mit den Warägern. Das war wohl der Grund, warum die Waräger später den Handelsweg über die Memel, die allerdings nur bis zur Höhe von Kaunas schiffbar ist, oberhalb fließt sie zu schnell, aber auch über Wiskiauten und die Pregel und über Truso und die Weichsel in der Nachbarschaft der Kuren (im Gegensatz zur Frühzeit) mieden. In diesen Küstengewässern der südlichen Ostsee waren neben prußischen und wendischen Piraten auch kurische Piraten aktiv, die sie für Züge bis zu den dänischen Inseln nutzten.

#### Kurischer Handel und weitere Wirtschaft
Viele kurische Siedlungen abseits des Küstenstreifens waren aber Bauerndörfer und einige Marktorte. Der Anteil dieser Bevölkerung nahm mit der Ausdehnung des Siedlungsgebietes seit dem 11. Jahrhundert zu. Die bäuerliche Landbevölkerung hatte dagegen Viehzucht, neben der erwähnten Pferdezucht wurden Rinder, Schafe, Schweine und Hühner gehalten, und Ackerbau betrieben. In ihren Gräbern wurden Sensen mit Wetzsteinen und andere landwirtschaftliche Werkzeuge gefunden. Mit Ausnahme der Oberschicht fanden sich keine Beigaben, die auf Beteiligung an der maritimen Wirtschaft oder an Beutezügen schließen lassen. Im ländlichen Handwerk spielten Töpferei, Eisenschmiede als Waffen- und Schmuckschmiede, Eisengewinnung aus Raseneisenerz und Köhler zur Gewinnung der Holzkohle für Schmiede und Feuerbestatter eine wichtige Rolle. Die maritimen Aktivitäten, für die die Kuren bekannt wurden, waren wohl auf küstennahe Teilstämme beschränkt, größere Bevölkerungsteile waren daran kaum beteiligt.

#### Überlieferung aus historischen Quellen
Ab dem 9. Jahrhundert setzten Berichte in historischen Quellen über die Kuren ein. Weil sie alle nicht von Kuren selbst, sondern von ihren Gegnern stammen, sind so oft nicht wohlwollend, differenziert oder umfassend. Skandinavische und norddeutsche Quellen des 9. bis 13. Jahrhunderts beschreiben häufig die kurische Piraterie oder erwähnen eigene militärisch-politische Ereignisse im Zusammenhang mit den Kuren. Genauere Schilderungen ihrer inneren Verhältnisse finden sich zumeist erst in deutsch-baltischen Quellen der Ordenszeit unter der Herrschaft des Schwertbrüderordens und Deutschen Ordens, allerdings rückblickend, unvollständig und oft auch aus gegnerischer Perspektive. Die Quellen des 12. / 13. Jahrhunderts legitimieren häufig schon die Kreuzzüge gegen die „Heiden“ im Ostseegebiet und Baltikum, indem sie deren kriegerische und christenfeindliche Taten besonders betonen.
Die erste Erwähnung der Kuren stammt von Rimbert, Bischof von Bremen, als er 876 die Heiligenvita seines Amtsvorgängers Ansgar von Bremen, die Vita Anscharii verfasste: „Ein Volk, das Chori genannt wird und fern von ihnen lebt, war einst von den Svea (Schweden) unterworfen worden. Aber es ist schon so lange her, daß sie sich erhoben und das Joch abschüttelten.“ Es wird allgemein vermutet, dass diese Angabe eine historische Erinnerung an den Fall des skandinavischen Stützpunktes Grobiņa um 800 ist, mit dem möglicherweise (das ist nicht beweisbar) eine Herrschaft über die Kuren oder Teilstämme der Umgebung verbunden war. Insgesamt fielen die Kuren nach Rimbert dreimal unter skandinavische Herrschaft.
Um 1070 erwähnte Adam von Bremen in den Gesta Hammaburgensis ecclesiae pontificum („Taten der Bischöfe von Hamburg“) im 4. Teil Descriptio insularum aquilonis („Beschreibung der Inseln des Meeres“ – gemeint sind Inseln und überseeische Regionen in Nordeuropa) ausführlich die Kuren und ihre Beutezüge an die Küsten Skandinaviens berichtet. Adam riet allen Christen, die kurländische Küste zu meiden, denn sie seien ein gens crudelissima (grausamstes Volk). In dänischen Kirchen wurden nach Angaben Adams in dieser Zeit Schutzgebete gegen kurische Seeräuber verlesen, in einem überlieferten Gebet heißt es: „O mächtiger Gott, bewahre uns vor den Kuren.“ Kurische Geräte, wie sie typisch für die Gegend von Memel und Kretinga sind, wurden andererseits auch in Skandinavien gefunden und Adam von Bremen erwähnte Kurland als Untertanenland Schwedens, hätten sich aber kurz zuvor von dessen Vorherrschaft befreit. Adam von Bremen berichtet auch, der schwedische König Sven Estridsson (1047–1076) hätte im Rahmen christlicher Missionsbemühungen in Palanga eine Kirche errichtet, die Archäologen aber bisher nicht bestätigen konnten. Die politischen Expansionen, Kriegszüge und Beziehungen waren also wechselhaft.
Eine weitere, detaillierte Quelle, die die Kuren mehrfach beschreibt, sind die um 1200 verfassten Gesta Danorum („Taten der Dänen“) des dänischen Geschichtsschreibers Saxo Grammaticus, der dafür aber möglicherweise auch Adam von Bremen, Rimbert und altnordische Sagas auswertete. Auch hier wird angegeben, dass die Kuren um 800 die skandinavische Herrschaft abschüttelten.

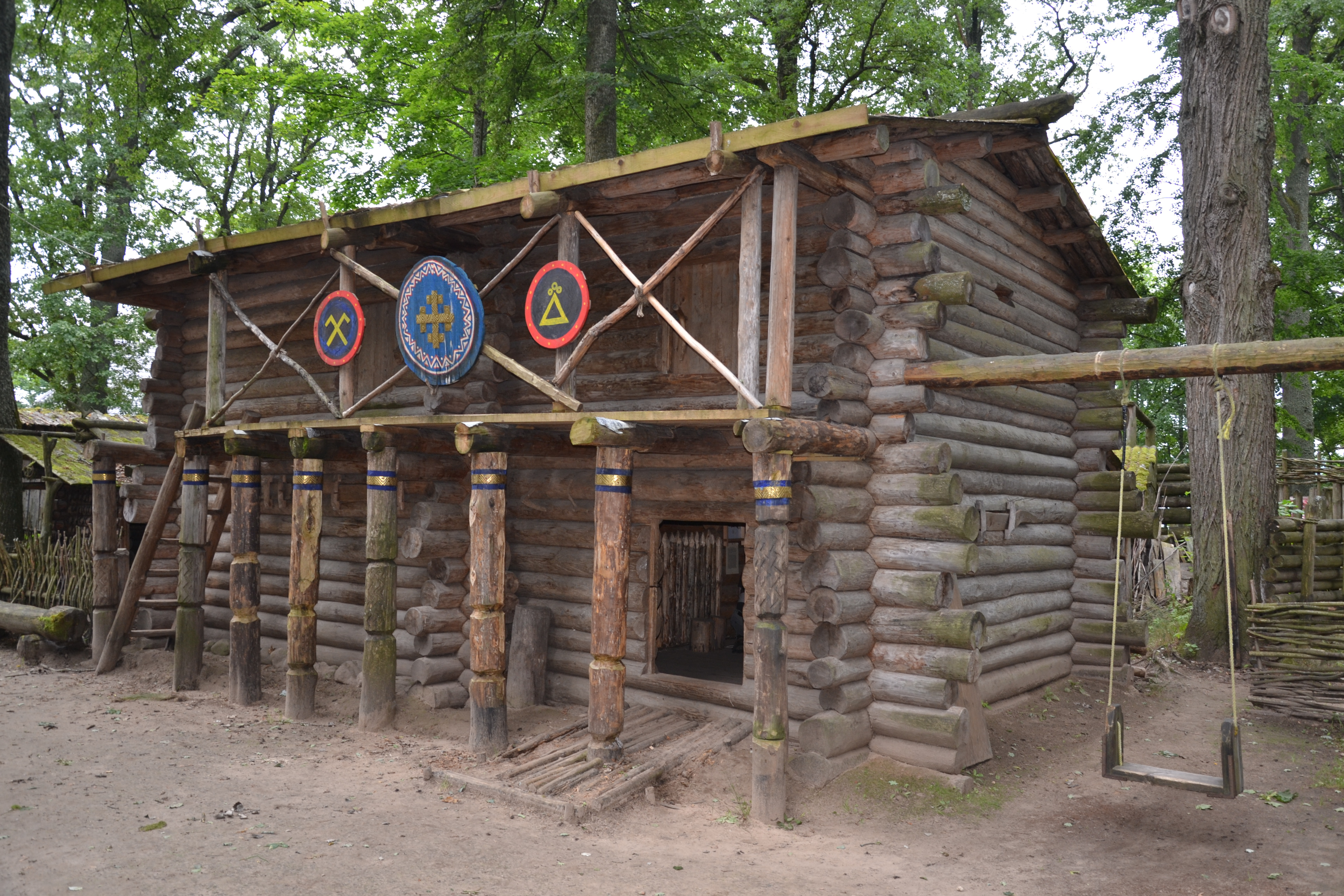
Archäologische Rekonstruktion eines kurischen Hauses der Oberschicht, ausgestellt in Lielvārde.
Passend beschreibt die Egils saga, dass kurische Anwesen aus vielen Hütten (Küchengebäude, Ställe, Scheunen und andere Nebengebäude) bestanden und die Wohngebäude „nur aus Baumstämmen gebaut“ in zwei Etagen nur mit Türen ohne Fenster errichtet und mit Birkenrinde gedeckt seien. Von den Wohnräumen in der unteren Etage waren die Schlafräume in der oberen über Treppen durch Luken erreichbar, wo auch die Schwerter, Waffen und Wertgegenstände aufbewahrt wurden. In der Saga waren unter dem Haus in tiefen Gruben mit Deckel Gefangene untergebracht.

Noch im 13. Jahrhundert berichten nordische Sagas halb legendär von den Kämpfen gegen die Kuren. Obwohl ihre Quellenwert aufgrund ihres legendären Charakters und ihres zeitlichen Abstands umstritten ist (vgl. Sagakritik), konnten einige ihrer detaillierten Angaben über die Kuren durch andere Quellen und archäologische Untersuchungen bestätigt werden (siehe nebenstehendes Bild eines archäologisch rekonstruierten kurischen Adelshauses, das bis in Details den Schilderungen der Egils saga entspricht, als hier Held Egil Skalla-Grimsson eine kurische Siedlung angriff, in Gefangenschaft geriet und aus einem solchen Haus ausbrach). Ihre Erwähnungen und Beschreibungen der Kuren verwendeten ältere, teilweise verlorenene Überlieferungen und werden punktuell durch frühere Erwähnungen derselben Ereignisse in Rimberts Vita Anscharii oder Saxo Grammaticus' Gesta Danorum unterstützt. Deshalb werden sie als Quellen ebenfalls ausgewertet. Daneben gehören einige ausführlichere nordische Runensteine zu den historischen Quellen über die Kuren.
Die isländische Egils saga erzählt, der schwedische Sagenkönig Ivar Vidfamne soll schon im 7. Jahrhundert das Gebiet der Kuren unter schwedische Herrschaft gebracht haben. Auch der legendäre dänische König Harald Hildetand soll die Kuren unter seiner Herrschaft gehalten haben. Sowohl die Hervarar-Saga, wie auch die Gesta Danorum berichten, die Kuren hätten als Verbündete Harald Hildetands an der legendären Schlacht von Bråvalla in der Region Östergötland gegen die Schweden teilgenommen. Diese legendäre Schlacht, die wahrscheinlich so nie stattgefunden hat, wird am ehesten zwischen 675 und 750 vermutet. Nach dessen Tode, berichtet die Egils saga, hätten die Kuren ihre Unabhängigkeit zurück erlangt und die dänische Herrschaft abgeschüttelt. Auch diese Legenden ist offenbar neben der deutlich früher niedergeschriebenen Angabe Rimberts eine Erinnerung an skandinavische Herrschaft über die Kuren in der Zeit des Stützpunktes in Grobiņa ab etwa 650 bis zu dessen Zerstörung um 800.
Die Ynglingasaga behauptet, dass 850–860 der legendäre Erik von Uppsala die widerständigen Kuren gegen Tributzahlungen unterworfen hätte. Das korreliert mit Rimberts Angabe, nach der 853/54 König Olof von Schweden (in den Sagas der Bruder von Erik) die beiden kurischen Hauptburgen „Apulia“ und „Seeburg“ als Rache für kurische Raubzüge belagert und zerstört habe und erst nach Zahlung von Silbertributen abgezogen sei. Bei archäologischen Ausgrabungen in einer der größten kurischen Hügelburgen, Apuolė (Rajongemeinde Skuodas, Lage) 1928–31, bestätigten zahlreiche skandinavische Pfeilspitzen, andere Hinterlassenschaften der Angreifer und Brandreste, dass „Apulia“ tatsächlich nach der Mitte des 9. Jahrhunderts von Wikingern zerstört wurde. Das andere angegriffene Zentrum „Seeburg“, nach ihrem altniederdeutschen Namen am Meer gelegen, war nach Expertenhypothesen entweder das einige Jahrzehnte zuvor den Skandinaviern verloren gegangene Grobiņa oder Palanga, neben Apuolė ein weiteres der sieben archäologisch bekannten kurischen Zentren. In den folgenden beiden Jahrhunderten maximaler Aktivitäten der Waräger / Wikinger bestand möglicherweise eine durchgängige oder zeitweise schwedische Oberherrschaft über die Kuren oder einige der kurischen Teilstämme, wie die Sagas und Rimbert überliefern.
Auch Heinrich von Lettland berichtete im Jahr 1210, offenbar entnommen aus älterer nordischer Überlieferung, die Kuren hätten Mitte des 9. Jahrhunderts die dänische Vorherrschaft abgeschüttelt, woraufhin der schwedische König Olof 853 das kurische Zentrum Apuolė belagert hätte und nach kurischen Tributen wieder abzog. Heinrich betonte die Wildheit der Kuren gegen den Namen der Christen (Curonum ferocitatem contra nomen Christianorum).
Die Gesta Danorum berichten, dass ein großer kurisch-estnischer Angriff auf die Insel Öland im 10. Jahrhundert den legendären dänischen König Knut I. den Großen zu einem Feldzug gegen die Kuren und Prußen zwang. Erst in der Zeit zwischen 1075 und 1090 sollen die Kuren nach Angaben Adams von Bremen und der Gesta Danorum offenbar endgültig die wikingische Herrschaft abgeschüttelt haben. Im 11. Jahrhundert begannen auch nach archäologischen Forschungen die intensivsten kurischen Angriffe gegen skandinavische Küstengebiete, Quellen berichten besonders von Plünderungen skandinavischer Handelszentren auf Öland, Gotland und den dänischen Inseln.
Chroniken des 12./ 13. Jahrhunderts berichten, dass Kuren mehrmals Küsten des inzwischen christianisierten Dänemark und Schweden plünderten, Kirchenglocken und anderes Gerät mitführten. Die Beutezüge „paganer“ (heidnischer), meistens kurischer, livischer und estnischer Piraten entwickelten sich zur Gefahr für Ostseehändler. Neben dänischen und schwedischen Händlern galten unter den baltischen Stämmen besonders Prußen und Semgallen als die besten Seehändler, daneben gab es auch kurische Händler. Die Knýtlinga saga erzählt die Enterung des Schiffes des prußischen Händlers „Viðgautr“ um 1113/14, später waren Händler nur noch in Geleitzügen mit Kriegerschiffen zum Schutz unterwegs oder mieden die baltischen Küsten. Das Aufblühen des skandinavischen Handels im 12. Jahrhundert ließ die „pagane“ Piraterie weiter expandieren, die nun immer öfter in skandinavischen Küstengebieten aktiv war. Dabei gründeten sie vor Ort Stützpunkte, die aber nicht namentlich überliefert sind und eher „Piratennester“ blieben. Weil Quellen berichten, dass die Piraten schon mit der Eisschmelze aktiv wurden, kamen sie wohl nicht von den länger vereisten baltischen Küsten. Die Gesta Danorum berichten, Knut IV. der Heilige habe alle paganen Piraten von den Küsten der ostdänischen Inseln vertrieben. Etymologisch geht wahrscheinlich der Name der Halbinsel Kårholm (Lage) auf Öland und das südlich angrenzende Dorf Kårehamn auf die Kuren zurück, es gibt weitere Orts- und Flurnamen, die auf kurische Anwesenheit hinweisen. Die Piraten steigerten sich zu großen Raubzügen gegen ganze Küstenstreifen und Handelsstädte. So plünderte und zerstörte 1170 eine große Piratenflotte die Küstensiedlungen der Region Blekinge bis zur nördlicheren Hafenstadt Kalmar. Nach anschließender Plünderung der nicht mehr bestehenden Hafenstadt Jarnloka (Jærnlukke), gegenüber von Öland, bemerkten sie, dass sie von einer größeren dänischen Flotte verfolgt werden, vor der sie sich verbargen, indem sie ihre Schiffe an Land zogen. Sie entkamen erfolgreich ins Baltikum. Der Herzog von Schleswig, Christopher übte Vergeltung durch eine Belagerung, Eroberung und Zerstörung von Palanga, wo er eine Kirche errichtete. Archäologisch konnte ihre Existenz noch nicht bestätigt werden. Im Jahr 1187 plünderten und zerstörten pagane Piraten die Küsten von Uppland und die schwedische Stadt Sigtuna, damals die größte Handelsstadt Schwedens. So sehr die Koordination dieser Angriffe auch einige Fachhistoriker und Baltisten beeindruckt, betont die Archäologin Audronė Bliujienė, dass die kurische Kultur ab Mitte des 12. Jahrhunderts zu Stagnation und beginnendem Niedergang überging. Der expandierende dänische und schwedische Ostseehandel und jener der sich in dieser Zeit etablierenden norddeutschen Hanse – damals schon über Visby in die östlichste Hansestadt Nowgorod – engte die Möglichkeiten der kurischen Seehändler ein. Die dadurch wirtschaftlich an Bedeutung gewinnende kurische Piraterie geriet gegen Ende 12. / Anfang 13. Jahrhundert durch bessere Schutzmaßnahmen und häufigere Vergeltungsangriffe allmählich in die Defensive.

#### Expansion des kurischen Siedlungsgebietes
Parallel zur Expansion der kurischen Seeaktivitäten im 11.–13. Jahrhundert vergrößerten sie auch ihr Siedlungsgebiet im Baltikum. Zu Beginn des Zeitraumes siedelten sie nur entlang einem etwa 50 Meilen (100 km) langen Küstenstreifen von der Höhe von Klaipėda im Süden bis zum Fluss Tebra in Südwest-Lettland (nördlicher Zubringer der Saka) im Norden und max. 20 Meilen (40 km) landeinwärts (vgl. Karte zur Memellandkultur oben). Am Ende dieses Zeitraums reichte ihr Stammesgebiet wesentlich weiter nach Osten bis zum „Niederlitauischen Landrücken“ (Ausläufer des Baltischen Landrückens rund um Telšiai), im Süden bis zu den Nordküsten des Kurischen Haffs und der Kurischen Nehrung und im Norden über fast die gesamte Halbinsel Kurland mit Ausnahme des nördlichen Zipfels und an die Küste der Rigaer Bucht bis in die Nähe der Dünamündung (siehe Karte am Artikelanfang).
Zuerst besiedelten Kuren die großen Wildnisgebiete an den Grenzen zu ihren östlichen baltischen Nachbarn, den Žemaiten (Schemaiten). Noch im ersten nachchristlichen Jahrtausend bestanden traditionell zwischen die Siedlungsgebieten der verschiedenen baltischen Stammesverbände zum Schutz große Wildnisstreifen, „unbebaute Gebiete“, wie sie ältere Forscher in Übernahme einer Bezeichnung in Chroniken späterer Zeiten des Deutschen Ordens nannten, in denen keine Dörfer für Ackerbau existierten, die aber für Jagd, Fischfang, Imkerei und als Viehweide genutzt wurden. Ältere Forscher glaubten teilweise, dass diese unbebauten Gebiete bis zur Ordenszeit fortbestanden, aber heutige Forschungen zeigen, dass fast alle Zwischengebiete vom 11. bis 13. Jahrhundert von Angehörigen der verschiedenen baltischen Stämme besiedelt wurden. Die Funddichte ist durch die kurze Zeitspanne geringer, aber gesichert. Schon in der ersten Hälfte des 20. Jahrhunderts gab es nationale Diskussionen zwischen litauischen und deutschen Forschern, wer das Gebiet zwischen Kuren und Žemaiten besiedelt hatte, litauische Forscher wollten sie den (niederlitauischen) Žemaiten zuerkennen, deutsche den Kuren (also nicht den Litauern). Der Kuren-Forscher Vladas Žulkus fasst den heutigen Forschungsstand so zusammen, dass der Zwischenraum anfangs von Kuren besiedelt wurde, nur im südlichen Bereich mussten sie später vor dem Druck der Žemaiten vom Flussgebiet der Jūra an die westlichere Minija (dt. Minge) zurückweichen. Nach Audronė Bliujienė handelten die Kuren dabei offensichtlich strategisch. Die neue Ostgrenze auf dem Niederlitauischen Landrücken, der sich bis knapp 235 m ü. M. aus den Ebenen der Umgebung erhebt, war leichter zu verteidigen.
Ebenfalls schon früh begann die kurische Expansion in südliche Richtung, die von wechselhaftem Erfolg war und über deren Details die längsten Debatten geführt wurden. Noch 2014 nannte der Baltist Pietro U. Dini die Südgrenze „diskussionswürdig“. Nach archäologischen Untersuchungen reichte das kurische Siedlungsgebiet anfangs bis Klaipėda, bzw. das kurische Handelszentrum Žardė-Laistai-Bandužiai 7 km südöstlich der Innenstadt, den die Waräger nur in der Anfangszeit frequentierten, später wohl mieden, damit auch die nördliche Einfahrt ins Kurische Haff. Nach Adalbert Bezzenbergers und Kurt Forstreuters Auswertung von Quellen der Ordenszeit und damaliger archäologischer Ergebnisse versuchten die Kuren im 11. Jahrhundert, die gesamte zuvor prußisch besiedelte Kurische Nehrung und das Kurische Haff unter Kontrolle zu bekommen, was durch den Widerstand der prußischen Semba (Samländer / Samen) nicht vollständig gelang. Kurzzeitig besiedelten die Kuren die ganze Nehrung, danach stabilisierte sich die Grenze auf der Hälfte, etwa bei der heutigen russisch-litauischen Grenze. Die südlichste kurische Siedlung auf der Nehrung blieb Karwaiten, Quellen nennen ihren altkurischen Namen. Auf der Innenseite des Haffs reichte die neue Südgrenze möglicherweise, aber das ist bis heute umstritten, bis etwa zum Windenburger Eck über 20 km südlicher und östlich davon bis ins Umland der wenige Kilometer entfernt fließenden Minja. Es gibt die Hypothese, dass die Kuren strategisch den warägischen Memelhandel über den Handelsplatz Kaup-Wiskiauten unter ihre Kontrolle bekommen wollten. Wiskiauten, heute das landeinwärts liegende russische Mochowoje, befand sich in der Wikingerzeit am Südufer einer südwestlichen verwinkelten Bucht des Kurischen Haffs, in die eine weitere, südliche Einfahrt von der Ostsee ins Haff führte, über die die Waräger die Kurengebiete wohl in Richtung des schalauischen Handelsplatzes Rusnė (dt. Ruß) und die Memel aufwärts umschifften. Weil die warägischen Wohnviertel in Wiskiauten im Gegensatz zu einigen prußischen noch nicht archäologisch untersucht wurden, gibt es noch zu wenige Indizien, dass die Kuren auf Wiskiauten zielten, außer dass die Waräger in dieser Zeit ihren Handel dorthin beendeten. Lange Debatten gab es bis in jüngste Zeit um die Frage, ob die Landschaft Lamata / Lamotina rund um Šilutė (deutsch: Heydekrug) kurisch wurde, die spätere Quellen der Deutschordenszeit manchmal als kurisch bezeichneten. Weil das aber den archäologischen Forschungen widerspricht, nach denen dort immer Schalauer siedelten (neben ihrem Hauptgebiet um Tilsit), klärt Vladas Žulkus, dass erst eine Urkunde vom 29. Juli 1252 die Landschaft dem Bistum Kurland übertrug, die wohl zuvor nie eine kurische Landschaft war.

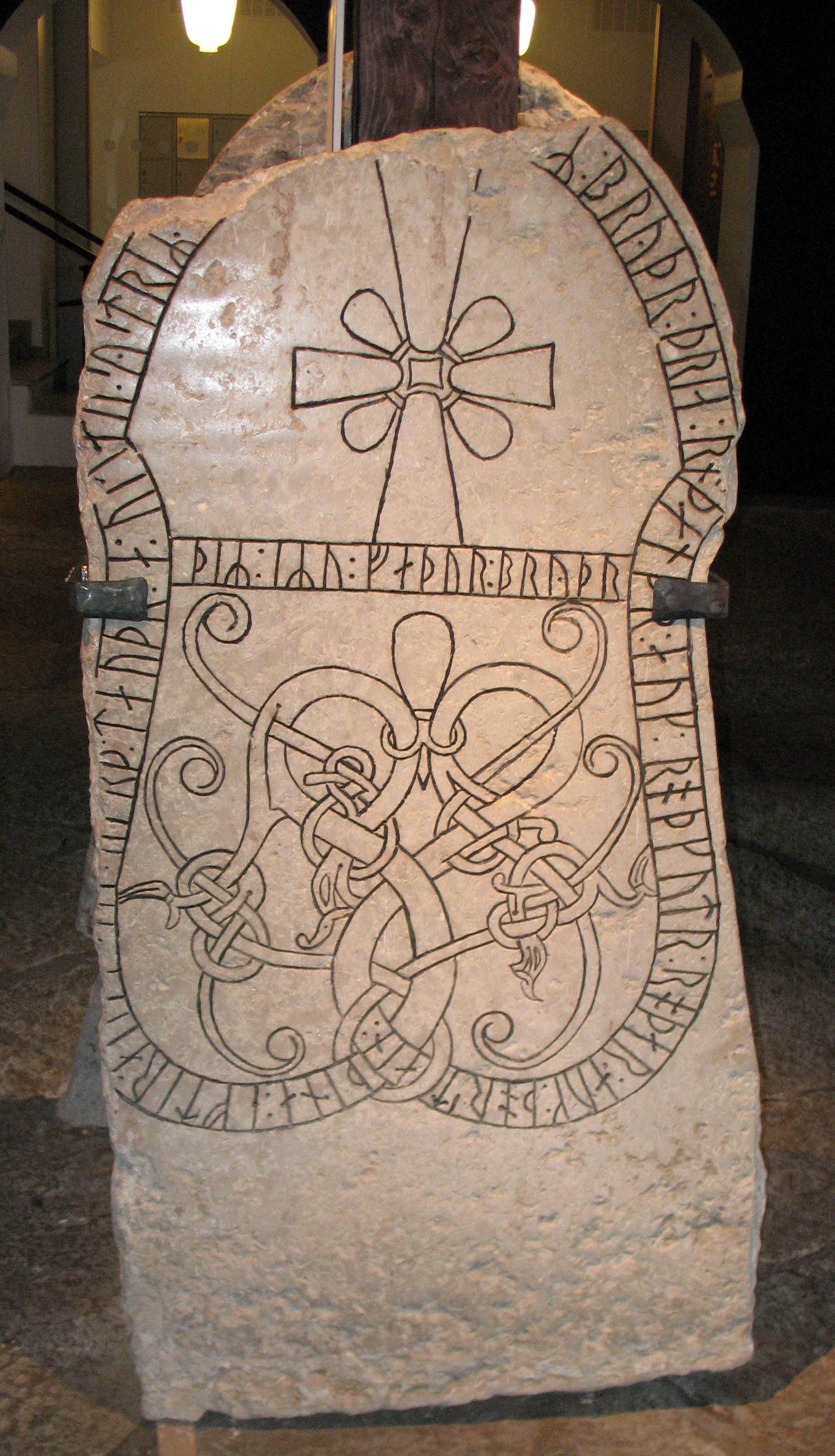
Mit Runenstein G 135 aus Sjonheim (Gotland, 11. Jahrhundert) erinnerte das Warägerpaar Rodvisl und Rodälv an ihren Sohn Æi... (Name an der Bruchkante verloren), der in ui(t)au starb, das als Ventspils (altnordisch Vintau, schwedisch Vindö) identifiziert wird. Damals herrschten in Ventspils schon Kuren, nicht mehr Wenden. Sein Bruder Rodfos wurde nach G 134 ebenfalls in Richtung Konstantinopel von blakumen (Walachen/Rumänen, nach Pritsak evtl. Kumanen) getötet.

Die größte Expansion folgte zuletzt in die später Kurland genannte Halbinsel hinein nach Norden und Nordosten. Ursprünglich siedelten Kuren hier nur in einem südwestlichen Dreieck bis Pāvilosta an der Mündung der Saka, im 11. Jahrhundert besiedelten sie zuerst den unbebauten 6 km breiten Wildnisstreifen zu ihren finno-ugrischen Nachbarn. Danach gerieten sie in Konflikt mit den finno-ugrischen Wenden (kein slawischer Stammesverband, die deutsche Namensgleichheit zu den Wenden ist Zufall) an der Venta bei Ventspils (beides deutsch Windau), die sich ins östliche Lettland bei Cēsis (deutsch „Wenden“) zurückzogen. Ab der Wende zum 12. Jahrhundert siedelten sie geographisch sehr breit in die Siedlungsgebiete der Liven hinein (siehe Karte im Kapitel „Sprache“, die den Stand um 1150 zeigt) und erreichten gegen Ende des Jahrhunderts einen breiten Küstenstreifen am Rigaer Meerbusen. Die nördliche Grenze kurischer Siedlungen bildete nach 1200 die Abava. Im Gegensatz zum Konflikt mit den Wenden war diese Expansion nach archäologischen Ergebnissen mit Ausnahme von Indizien in der Anfangszeit (waffenreichere kurische Gräber, einige Brandreste) nahezu gewaltfrei (siehe Kapitel „Vanema“). Die Liven, die sich politisch in Gemeinschaften größerer Dörfer (150–200 Einwohner) als die kurischen Dörfer organisierten, errichteten im Gegensatz zu den baltischen Stämmen und Kuren keine Hügelburgen. Es wird vermutet, dass die neuen kurischen Burgen die livischen Siedlungsstreifen in ihren Herrschaftsbereich integrierten, Urkunden aus der frühen Ordenszeit mit den zu einer Burg gehörenden Dörfern erwähnten die livischen Dörfer bereits mit. Auch hier betont Bliujienė, dass die Kuren offensichtlich strategisch handelten und den Dünahandel von der Irbenstraße in den Rigaer Meerbusen über die Küstengewässer der Bucht bis zur Dünamündung bei Riga kontrollieren wollten. Zwar kamen ihnen die Semgallen bei Inbesitznahme der Dünamündung von den Liven zuvor, aber es ist möglich, dass die große kurische Belagerung Rigas 1210, der neuen Basis des christlichen Schwertbrüderordens, nicht nur Widerstand gegen die Etablierung christlicher Kreuzritter, sondern auch Höhepunkt der kurischen Expansionspläne bildete.

### Mittelalter (12.–16. Jahrhundert) und Erbe
Zahlreiche Ordensurkunden befassen sich mit kurischen Landschaften und geben Auskunft, dass Nordkurland besiedelt war, also auch aufgeteilt werden konnte, während die südkurländischen Landschaften als „den landen, die noch ungebuwet sin“ bezeichnet wurden. Dass der Süden Kurlands nicht gänzlich unbesiedelt war, wird auch in Ordensurkunden belegt, denn man bediente sich häufig der kundigen eingesessenen „seniores“, wenn es darum ging, Landstriche zu kennzeichnen und zu benennen.

## Kurische Landschaften

### Überblick

Kurische Landschaften im 13. Jahrhundert nach dem lettischen Historiker Arveds Švābe 1938
Vredecuronia / Vanema (lila)
Wynda / Ventava (dunkelgrün)
Bandowe / Bandava (gelb)
Bihavelanc / Piemare (rot)
Dowzare / Duvzare (braun)
Ceclis (hellgrün)
Megowe / Megava (ocker)
Pilsaten (dunkelblau)
Landschaft zwischen Scrunda und Semigallia (hellblau)

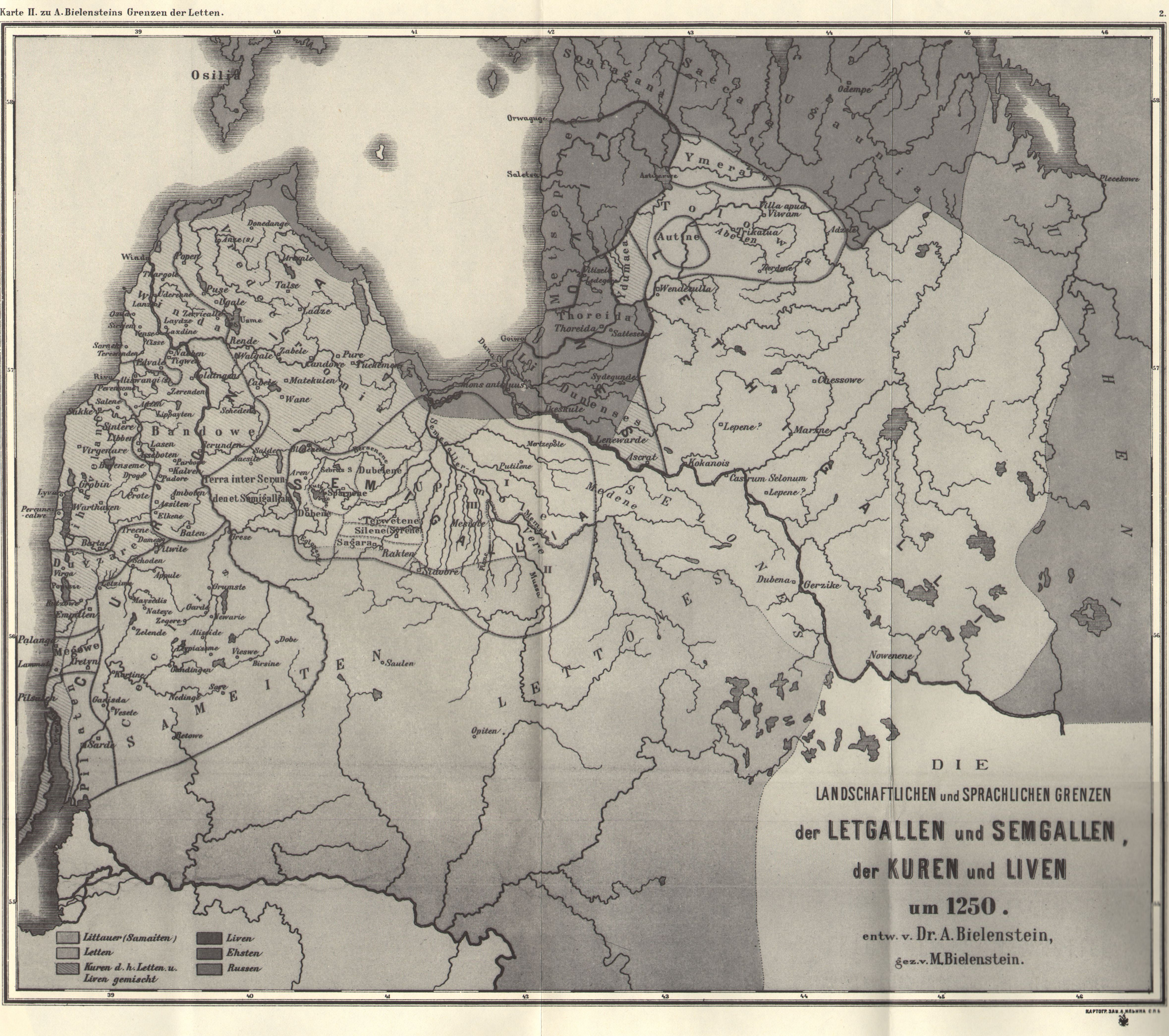
Historische Siedlungsgebiete der Lettgallen, Semgallen, Kuren und Liven um 1250 mit einigen historischen Zentren und kurischen Landschaften von August Bielenstein, Marta Bielenstein und Siegfried Bielenstein (1892).

Aus der Zeit der frühen Ordensherrschaft sind Vertragsurkunden erhalten, die detaillierten Einblick in die geografischen Siedlungsverhältnisse der Kuren und indirekt in ihre politischen Verhältnisse geben. Der erste Vertrag wurde am 28. Dezember 1230 zwischen dem päpstlichen Legaten Balduin d’Aulne (von Alnas) und den Kuren unter ihrem wichtigsten Anführer Lamekin (Lammechinus rex) niedergeschrieben. Lamekin hatte die christliche Taufe akzeptiert und war den Vertrag mit dem Legaten eingegangen, in dem er zusicherte, dass die Kuren dem Papst denselben Zins zahlen, und dieselben Rechte erhalten wie die gotländischen Bauern, woraufhin Balduin mit päpstlicher Billigung das Bistum Kurland gründete, dessen territoriale Verhältnisse genau beschrieben werden. In ihm werden erstmals die Landschaften der Kuren erwähnt und zahlreiche zugehörige Hügelburgen. Der Urkunde ist zu entnehmen, dass das Land bereits eingeteilt war und dass viele Dörfer vorhanden waren, denn diese traten gegenüber dem Orden unter Führung der Ältesten als Vertragspartner auf. So hatten die Dorfältesten für Heerfahrten gegen die Heiden, bei denen der kurländische Bischof und der Livländische Schwertbrüderorden sich gegenseitige Hilfe zusichern, dem Bischof von Kurland Männer zur Unterstützung des Ordens zu stellen. Viele Historiker deuten diesen Vertrag so, dass Balduin beabsichtigte, ein Bistum unter päpstlicher Oberhoheit zu gründen und Lamekin so versuchte, die direkte Herrschaft des christlichen Schwertbrüderordens zu verhindern. Einige Historiker bezweifeln, dass so weitreichende Absichten in der Zeit möglich waren.
Der zweite Vertrag wurde 1252/53 zwischen dem Livländischen Orden (inzwischen dem Deutschen Orden als regionale Unterorganisation angegliederter ehemaliger Schwertbrüderorden) und dem Bischof von Kurland geschlossen, nachdem der Orden, der den Vertrag von 1230 ignorierte, Lamekin abgesetzt hatte, angeblich weil er wieder christliche dänische und schwedische Kaufleute überfallen hatte. In ihm teilten sich der Livländische Orden und das Bistum das Kurengebiet detailliert auf, wobei dem Orden 2/3, dem Bistum 1/3 des Landes zufiel. Hierbei werden ungefähr 190 Ortsnamen aufgezählt und erwähnt, in welche Burgbezirke und welche der kurischen Landschaften sie gehören. Weitere Informationen finden sich zwei weiteren Urkunden 1252/53, kleineren Urkunden, alle mit den ersten beiden editiert im „Liv-, Est- und Kurländischen Urkundenbuch“ (LEK), Abt. 1. Informationen finden sich in der Livländischen Reimchronik, Heinrich von Lettlands Livländischer Chronik oder der Descriptiones terrarum (Beschreibungen der Welt).
Die zahlreichen Ortsnamen in altkurischer Sprache sind die Hauptquelle für Baltisten, mit der sie Altkurisch als dem Altpreußischen/ Prußischen nähere Sprachform bestimmten (siehe Kapitel „Sprache“). Seit dem 19. Jahrhundert bildeten sich eine geschichtswissenschaftliche Forschung, meistens ostpreußischer und baltendeutscher Regionalhistoriker, die viele Ortsnamen aktuellen Ortschaften zuordnen und einige Grenzen der „kurischen Landschaften“ bestimmen konnten. Die Forschungen wurden noch nach dem Zweiten Weltkrieg von nach Westdeutschland geflüchteten Experten, wie Kurt Forstreuter, Hans und Gertrud Mortensen, oder den Kurenforschern nehrungskurischer Herkunft, Paul Kwauka und Richard Pietsch fortgesetzt, stagnierten dann aber. In der litauischen und lettischen Forschung in der Sowjetunion wurde einige Jahre nach Stalins Tod vorsichtig auf die Vorkriegsforschung zurückgegriffen, die sich aber noch primär auf litauische und lettische Geschichte konzentrierte. Erst in den 1970er und 80er Jahren wurde sie dort mit der älteren deutschen Forschung und besonders mit schon weiter fortgeschrittenen archäologischen und historisch-siedlungsgeografischen Erkenntnissen verknüpft, was der Forschung einen Schub gab. Heute sind die große Mehrheit der Orte und Grenzen, aber nicht alle, identifiziert und bekannt, wenn auch es über einige Details und Orte noch Diskussionen gibt. Weil diese Quellen vor dem großen kurischen Aufstand 1260–67 entstanden, mit dessen Niederschlagung der Orden die kurischen Stammesstrukturen zerschlug, wird oft davon ausgegangen, dass sie ältere Siedlungsstrukturen nachzeichneten, höchstens in einigen Details veränderten.
Demnach lebten die meisten Kuren in kleineren Bauern- oder Fischerdörfern mit oft weit unter 100 Einwohnern, es gab einige Marktorte mit mehr Bewohnern. Mehrere Dörfer gehörten zum Einzugsbereich einer Hügelburg. Ursprünglich wurden sie seit der Völkerwanderungszeit als Fluchtburgen, weshalb sie relativ große Flächen bedeckten, auf natürlichen Anhöhen, meistens aber künstlich verbreitert oder vollständig auf künstlichen Aufschüttungen errichtet. Sie wurden im Laufe der Jahrhunderte daneben zu Machtzentren der kurischen Gesellschaft und standen häufig neben einer größeren Siedlungen und zugehörigem Gräberfeld. Einzelne archäologische Ausgrabungen fanden hier Reste von „Thingplätzen“ für Versammlungen und Häuser, inzwischen auch für dauerhafte Bewohner – Stammesadelsfamilien mit Gefolge und Sklaven, zunehmend auch von Handwerkern und Händlerfamilien. Einige der bisher erforschten Hügelburgen wiesen Reste heidnischer Kultplätze auf, aber nicht alle. Davon ist heute außer den Anhöhen wenig erhalten, weil der Orden nach 1267 fast alle Kurenburgen zerstörte und die übliche Holzbauweise vergänglich ist. Es ist noch offen, in welchen Zeiträumen genau der Übergang von Fluchtburgen zu politisch-militärisch-gerichtlichen, handwerklichen, kommerziellen und manchmal kultischen Zentren stattfand. Die Herrschaftsbereiche der Burgen wurden in den Quellen als „Burgsuchungen“ (lateinisch castellaturae, mittelniederdeutsch borchsochunge / borchsukinge o. ä., wohl von altnordisch sokn = Gemeinschaft / Gemeinde) bezeichnet, zwischen denen sich Wildnisstreifen befanden, die, obwohl manchmal später besiedelt, teilweise in den litauischen und lettischen Rajonsgemeinden (Kreisen) fortbestehen, deren Ränder bis heute oft dünner besiedelt sind. Daneben gab es Grenzburgen ohne „Burgsuchung“, sowohl gegen die Nachbarn, wie auch zwischen den kurischen Landschaften, die aber später manchmal vernachlässigt wurden. Unter den Burgen gab es einige mit besonders großen Handwerks- und Handelszentren, darunter Palanga, Grobiņa und Apuole.
Viele Burgsuchungen bildeten zusammen eine traditionelle kurische „Landschaft“ zwischen denen anfangs deutlich größere unbebaute Wildnisstreifen bestanden, die vom 11. – 13. Jahrhundert manchmal besiedelt wurden, sofern sie nicht ganz unzugängliches Sumpfland waren. Was diese Landschaften politisch waren, lässt sich nur indirekt aus Indizien schlussfolgern. Es wird vermutet, dass es die Siedlungsgebiete traditioneller Teilstämme des kurischen Stammesverbandes waren, worauf die früher gegeneinander zum Schutz bestehenden Wildnisstreifen und Grenzburgen schließen lassen und auch die Tatsache, dass jede Landschaft einen, selten zwei eigene „heilige Bezirke“ von nahe beieinander stehenden heidnischen Heiligtümern oder „heiligen Seen“ aufwies. Die machtpolitische Realität bewegte sich aber nicht mehr in ihren ideellen und kultischen Grenzen, weil die einzelnen Hügelburgen an Bedeutung gewonnen hatten und die Grenzburgen und Wildnisstreifen aufgegeben wurden. Der bekannteste Kuren-„König“ Lamekin beherrschte schon große Teile von den drei Landschaften Bihavelank, Bandava und Ventava. Seine Stammburg wird Normis genannt und ist wohl die Hügelburg des heutigen Zlēkas in Ventava.
Rimbert berichtet schon im 9. Jahrhundert in der Vita Anscharii dass es im Land der Kuren fünf „Königreiche“ gäbe. Zuerst begründete der lettische Historiker und Archäologe Ēvalds Mugurēvičs, dass es wohl schon die fünf späteren kurischen Landschaften, an der Küste von Süd nach Nord: Pilsaten, Megava, Duvzare und Piemare / Bihavelank und im Landesinneren Ceklis waren. Weil damals schon Grenzwildnisse und Grenzburgen gegeneinander und interne Heiligtümer existierten, folgen ihm die meisten Experten. Sie sind die fünf „alten“ Landschaften der Region, die die Kuren vor ihrer Expansion bis zum 10. Jahrhundert besiedelten, wenn auch sich Pilsaten später deutlich nach Süden, Ceklis deutlich nach Osten und Bihavelank und Duvzare leicht nach Osten ausdehnten. Die vier Landschaften Bandava, Ventava, Vanemane/ Vredecuronia und das dünn besiedelte, aber nicht unbesiedelte „Landschaft zwischen Skrunda und Semgallen“ entstanden erst mit der kurischen Expansion. Hier sind im 12./13. Jahrhundert, außer im Zwischengebiet, auch viele Liven archäologisch nachweisbar, die auch im östlichen und nördlichen Bihavelank lebten. In Vanemane/ Vredecuronia waren sie die deutliche Bevölkerungsmehrheit. Eine andere verbreitete Unterteilung der Landschaften unterscheidet die südlichen kurischen Landschaften Pilsaten, Megava und Ceklis und die nördlichen Landschaften Duvzare, Bihavelank, Bandava, Ventava, Vanemane/ Vredecuronia und die Landschaft zwischen Scrunda und Semigallia. Die Grenze zwischen ihnen entspricht fast genau der Grenze zwischen dem heutigen westlichen Litauen und Lettland.

### Nordkurische Gebiete

#### Duvzare

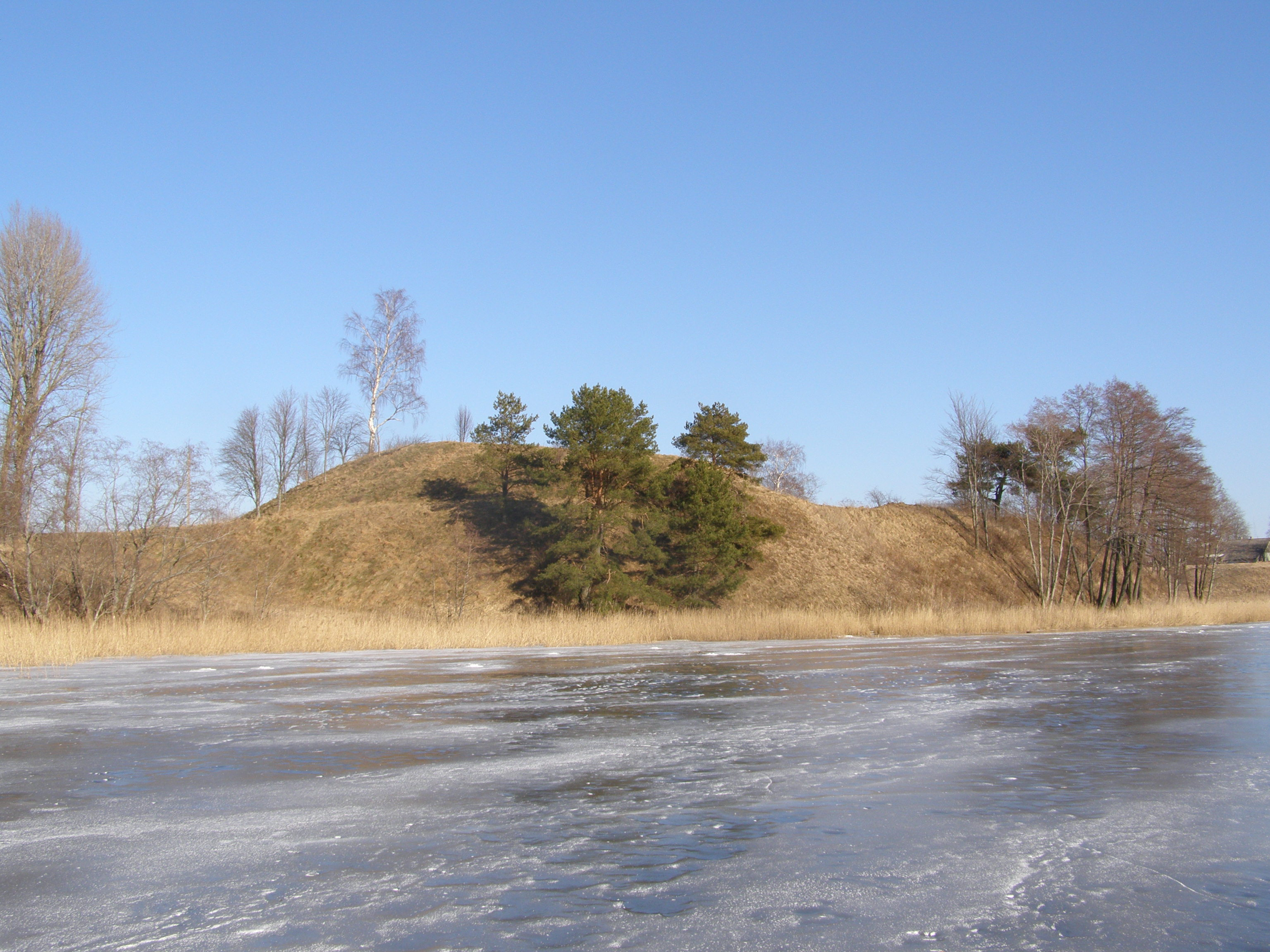
Reste des Burghügels von Impiltis im März 2012.

Duvzare liegt im äußersten Südwesten Lettlands. Die Südgrenze entsprach etwa der litauisch-lettischen am mittleren Šventoji-Fluss, die Nordgrenze dem Fluss Virga. Der größte See der Landschaft ist der Pape-See, der heute größte Ort ist Rucava, auf der Grenze liegt Priekule.
Die Herkunft des Namens (in Quellen lateinisch terra Donzare oder terra Duizare) ist nicht geklärt. Kazimieras Būga schlussfolgerte aus der Bezeichnung eines Sees in Quellen als „der heilige See von Duvzaris“, dass sich der Name vom älten Namen des Pape-Sees ableitet, der früher eine andere Form hätte und dessen Name von altkurisch duvi/dui („zwei“) und entweder ēzers („See“) oder zars („Ast“) käme. Andere Forscher, darunter Žulkus, finden das „nicht überzeugend“, weil nicht sicher ist, welcher See gemeint ist und die Erwähnung nicht den Eigennamen des Sees, sondern nur seine Funktion und Landschaft umschreiben könnte.
Duvzare war etwa 500 km² groß, umfasste aber im Osten und Nordwesten unbewohnte Sumpfgebiete, weshalb nur 400 km² nutzbar waren. Archäologen konnten 30 besiedelte Plätze – 14 werden in Quellen namentlich erwähnt – ausmachen, womit pro Siedlung oder Ort durchschnittlich 12 km² nutzbar wären. Die dichteste Besiedlung gab es im Osten um den Fluss Bārta, wo 11 Burgwälle, 3–4 mit Burgsuchung, davon waren Didždāmas (in Quellen altkurisch Damis) und Trekņu (Trecne) bedeutenden Handwerkszentren, die anderen 7–8 waren Grenzburgen. Dort sind 8 Gräberfelder bekannt, zwei wiesen neben kurischen auch livische Gräber auf. Im westlichen Duvzare sind 6 Gräberfelder und 4 Burgwälle bekannt, alle im Südwesten, darunter Rucava (Rutzowe) und das heute verlassene, damals handwerkliche, kommerzielle und kultische Zentrum Impiltis (Emplitten, Empilten, Ampillen, Ampilten), das die wichtigste Siedlung von Duvzare war. Seine Besatzung und Bewohner waren vor dem Orden nach Litauen geflüchtet.

#### Piemare / Esestua / Bihavelank

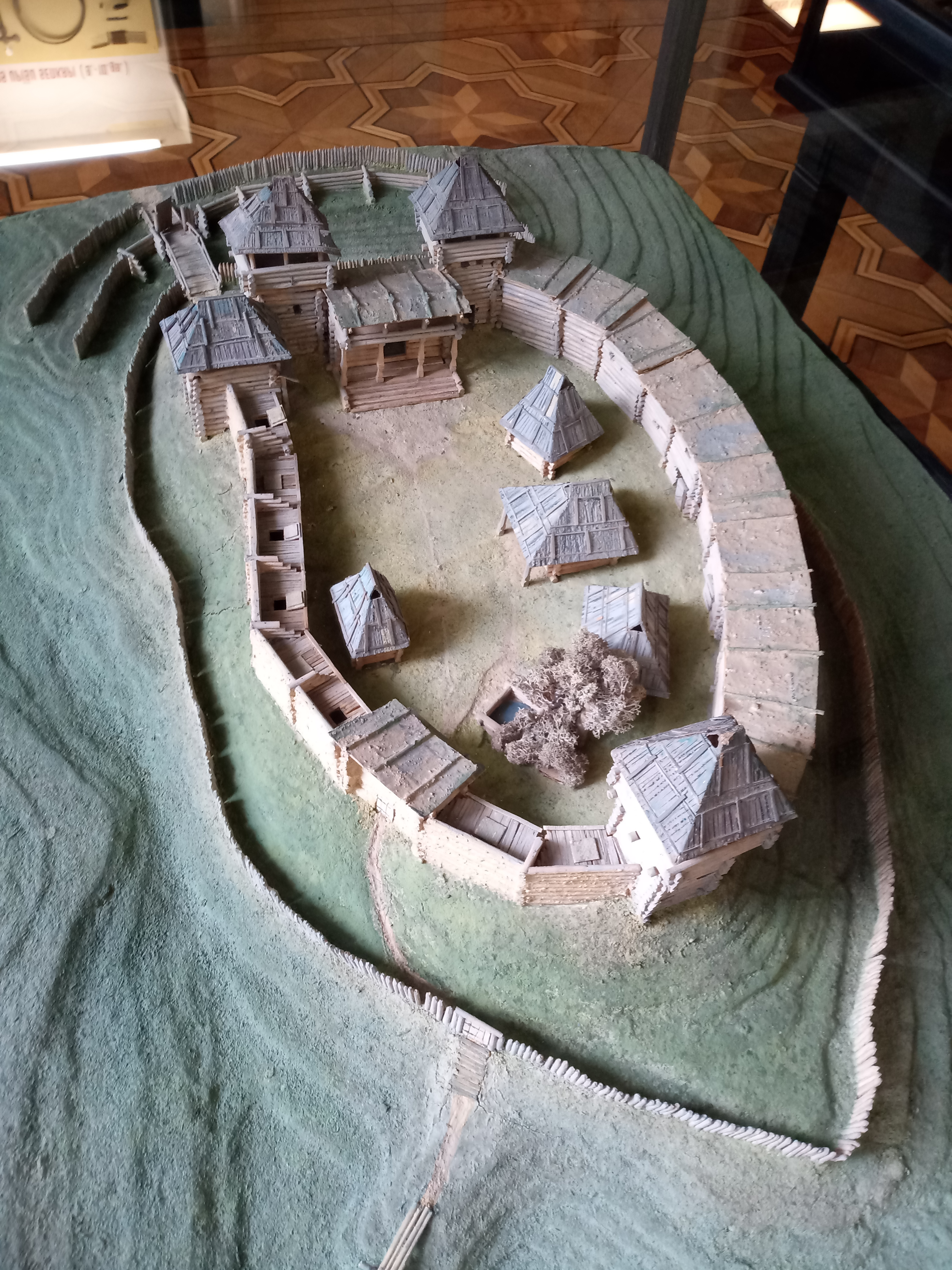
Rekonstruktion der inneren Hauptburg (nicht der gesamten Burg) von Vārtāja im Museum Liepāja

Nördlich schloss sich die größere Region Bihavelank (lettisch Piemare, litauisch Pamarys, altkurisch Esestua / Esestoue) rund um Liepāja (dt. Libau) an. Die Region ist von Seen, Flüssen und Sümpfen geprägt. Es ist topografisch und geografisch sehr wahrscheinlich, wenn auch geologisch nicht endgültig bewiesen, dass der längliche Libauer See südöstlich von Liepāja gemeinsam mit dem nördlicheren, heute weitgehend verlandeten und verschilften Tosmares-See im Mittelalter noch ein kleines Haff bildete, an dessen Innenseite das bekannteste Handelszentrum Grobiņa lag.
Der deutsche Landschaftsname Bihavelank (lateinisch terra Bihavelanc oder Bihavelant) kommt vom mittelniederdeutschen Ausdruck für „beim Haff entlang“, nur Mugurēvičs meinte, dass damit auch die offene See gemeint sein könnte. Ihr lettischer Name Piemare hat eine ähnliche Bedeutung und bedeutet „am Haff/ am großen See“ (vgl. litauisch marios = Gewässer, größer als ein See/ Haff). Der in Quellen erwähnte altkurische Name Esestua/ Esestoue leitet sich dagegen wahrscheinlich vom baltischen Wort für „der See“ (lettisch ezers), nach einer älteren Hypothese evtl. von „Besteinigungsstelle“ (semgallisch: Iesēstuve) ab.
Die Region ist 1250 km² groß, aber an einigen sumpfigen Rändern und der Küste, wo (schon in Duvzare beginnend nach Norden) damals noch ein Gürtel Wanderdünen bestand, kaum besiedelt. Deshalb findet Žulkus auch die geschichtswissenschaftlich übliche Ausdehnung der Grenzen über die „alten“ nördlichen Grenzflüsse Tebra und Saka hinaus unbegründet, weil dort keine Siedlungen existierten. In Quellen werden über 40 Siedlungen erwähnt, gemeinsam mit anderen archäologisch bekannten Burgen und Siedlungen sind 60 Wohnorte bekannt, meistens an den Flüssen und Seen, womit durchschnittlich auf jede Siedlung 20 km² Land entfielen. Unter den Burgen dürften 5–6 ein Herrschaftsgebiet (Burgsuchung) besessen haben, Quellen nennen 5 Burgsuchungen. Die wichtigsten Zentren waren die größten Burgen Vecpils (bei dem aus Quellen bekannten Ort Buyenseme) nahe dem Durbe-See, Grobiņa und am größten mit 4800 m² Vārtāja (in Quellen Warthayen). Das bedeutendste Handelszentrum war aber die zweitgrößte Burg Grobiņa mit naher Siedlung Salene, wie erwähnt schon vor 800 ein Herrschaftszentrum oder das einzige bedeutende Handelszentrum von Skandinaviern im Kurengebiet. Hier und in der Umgebung fanden Archäologen zahlreiche Depotfunde aus der Zeit vor 800 und der folgenden „Wikingerzeit“, als sie dort nicht mehr herrschten, darunter 6 der 7 Gold- und Silberschätze der Region. Alle Depots enthielten auch arabische und westeuropäische Münzen.

#### Bandava (Bandowe)
Nördlich und vor allem östlich schloss sich die dicht besiedelte Landschaft Bandava (lat. terra Bandowe) an, die von der mittleren Venta geprägt wird und bis an die heute litauische Grenze reichte, aber nur einen schmalen, kaum bewohnten Küstenabschnitt am Fluss Užava aufwies. Heute sind die wichtigsten Orte der Landschaft Kuldīga (deutsch: Goldingen), Asenputten (Aizpute, deutsch Hasenpot), Scrunden (Skrunda) oder Alswanghen (Alsunga).
Ihr Name leitet sich vielleicht von banda ab: ein kleines Ackerstück im Wald, oder von indogermanisch *bhen  (fällen, roden), würde also „Rodungsland“ bedeuten. Die Region war historisch von einem Teil- oder nahestehenden Verband der Liven, den finno-ugrischen Wenden bewohnt, die sich teilweise im 11./12. Jahrhundert nach Ostlettland zurückgezogen hatten, teilweise auch unter kurischer Herrschaft als ein Teil der Bevölkerung durch Siedlungen und Gräber weiter nachweisbar sind.
In der Region von 2000 km² Größe existierten 30 Burgwälle, 25 archäologische Gräberfelder, insgesamt ganze 100 bewohnte Ortschaften, womit durchschnittlich 20 km² auf jede Ortschaft entfielen. In der frühen Ordenszeit existierten hier 10 Burgsuchungen, es wird aber angenommen, dass einige zusammengelegt wurden, es also in kurischer Zeit mehr Burgbezirke gab. Die wichtigsten Burgen waren Veckuldīga (Alt-Goldingen) mit 9 ha. Größe, gefolgt von Turlava (Turlowe) und Embute (Amboten).

#### Ventava (Wynda, Saggara)
Diese Landschaft liegt am Unterlauf und an der Mündung der Venta, deren Name aus der livischen Sprache kommt und wohl einfach „Flusslauf“ bedeutet. Die heute größte Stadt der Region ist Ventspils. In historischen Quellen wurde es auch niederdeutsch „Wynda“ oder lateinisch terra Saggara genannt, was auf einen Siedlungsnamen an der Venta-Mündung zurückgeht.
Das Gebiet wurde wie Bandava erst im 11./ 12. Jahrhundert von Kuren besiedelt, die vorher hier lebende finno-ugrische Bevölkerung der „Wenden“ wurde teilweise verdrängt, ließ sich als Minderheit wie in Bandava weiter archäologisch feststellen.
Die kurische Mehrheit besiedelte beide Landschaften sehr dicht für die relativ kurze Zeit ihrer Anwesenheit. In den üblichen angenommenen Grenzen von nur 600 km² Größe kennt die Archäologie in Ventava 30 Siedlungen, pro Dorf also durchschnittlich 20 km². Das Zentrum der Landschaft wird in Quellen als Burg Vindava bezeichnet und lag wahrscheinlich in der Nähe von Zlēkas, es sind weitere Burgen überliefert.
Žulkus betont, dass die heutige Südgrenze an der unteren Abava und von dort südlich um Ēdole zur Ostsee eher eine Konvention der Kartendarstellung aus dem Vertrag 1230 ist. Im Vertrag 1253 wird die gesamte Küste Bandavas und die Region bis südlich von Goldingen zu Ventava gezählt, Bandava wäre dann eine Binnenlandschaft. Auch andere Quellen sind sich über die Zugörigkeit einzelner Orte uneins. Besonders auffällig ist, dass beide Regionen trotz der Unklarheit keine Grenzburgen gegeneinander gebaut hatten oder Konflikte archäologisch feststellbar sind. Žulkus vermutet, dass zwei kurische Siedlergemeinschaften ungeklärter Herkunft und Entstehung nach Niederlage und Abzug der Wenden um die Besiedlung und die Kontrolle des Flusshandels auf der Venta wetteiferten, ohne dass die Konkurrenz gewaltsam eskalierte. In wendischer Zeit, das zeigen Funde, hatten Wikinger auf der Venta Handel betrieben.

#### Vanema(na) (Wanneman) / Vredecuronia (Miera Kursa)

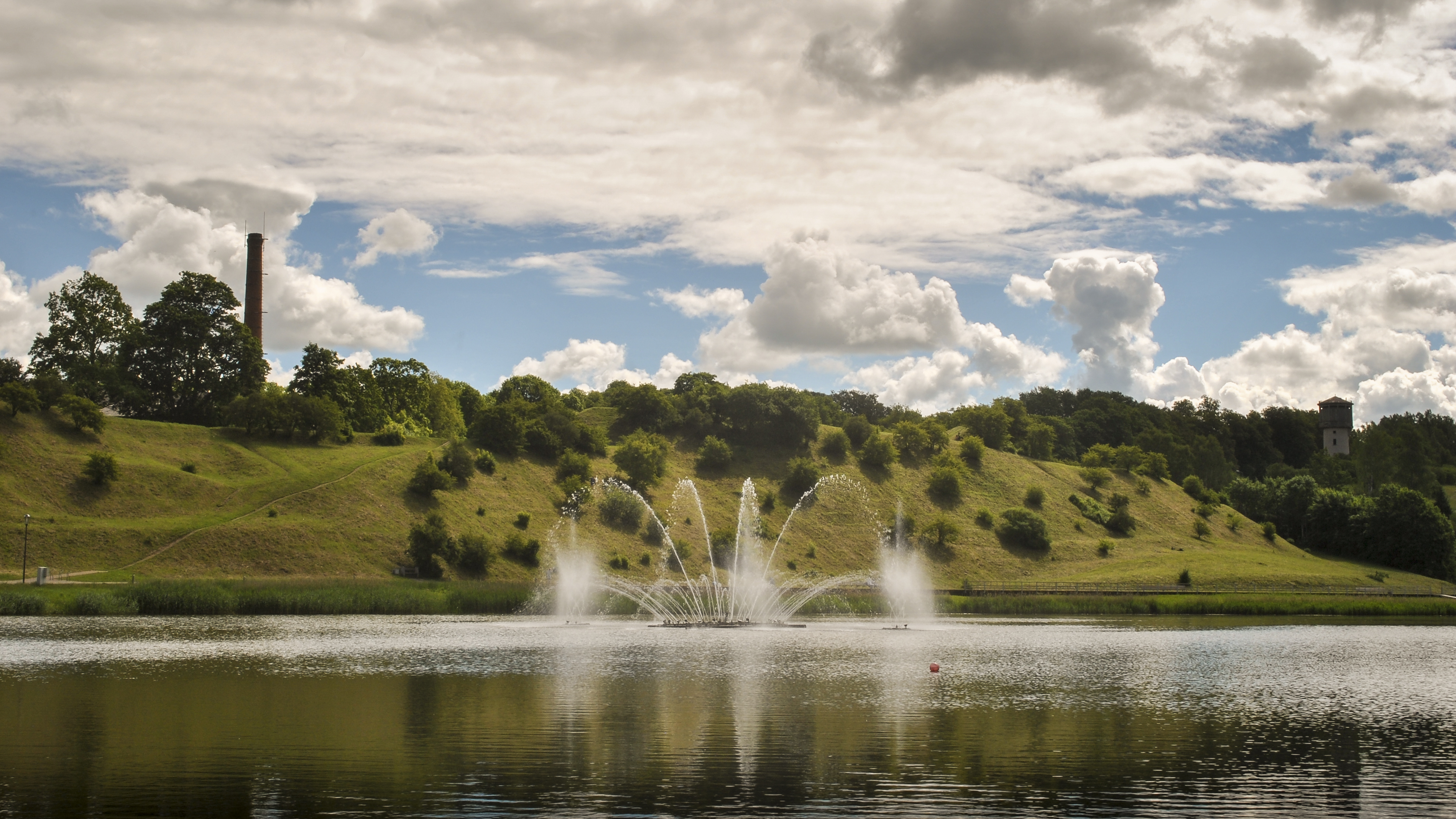
Kurischer Burgberg in Talsi

Im Norden und Osten Kurlands lag Vanema(na)/ Vredecuronia. Die Landschaft entsprach etwa den Gebieten der heutigen Bezirksgemeinde Talsi, die nordwestliche Grenze aber deutlich westlicher von Ovīši bis zum Usma-See und der Bezirksgemeinde Tukums, die Grenze im Südwesten minimal über die Flüsschen Imula und Amola zurückgenommen und die Südgrenze weiter nach Norden verlegt zu dem Flüsschen Slocene bei Tukums bis zur Rigaer Bucht (in den beiden veralteten Karten nach Bielenstein und Švābe oben verläuft sie noch deutlich südlicher). Die größten Ortschaften sind heute neben Tukums Talsi, Kandava, Ugāle, Valdemārpils, Dundaga, Mērsrags und Stende.
Die Namen der Landschaft tauchen in Vertragsurkunden 1230, 1253 und weiteren Quellen auf (lateinisch terra de Wanneman sive Vredecuronia–„Landschaft Wanneman oder Vredecuronia“). Vanema oder auch archaisch Vanemana ist finno-ugrisch (ostseefinnischer Zweig der Sprachfamilie), der alte livische Name der Region und leitet sich von vanā („alt“) und mā („Land“) ab. Vredecuronia ist dagegen ein zusammengesetzter Name aus mnd. Vrede („Friede“) und lat. Curonia („Kurland/ Kurenland“) und wurde zwischen 1252 und 1260 erwähnt. Der lettische Name Miera Kursa ist die wörtliche Übersetzung von „Frieden-Kurland“. Damit war das befriedete Verhalten gegenüber den christlichen Kreuzfahrern des Ordens gemeint, während andere Landschaften weiter Widerstand leisten. Nachdem sich die Region am kurischen Aufstand 1260–67 beteiligt hatte, wurde der Name nicht mehr erwähnt.
Vredecuronia war mit 4000 km² die größte kurische Landschaft, aber die meisten Einwohner waren damals Liven. Die kurische Besiedlung setzte nach der in Ventava und Bandava ein, etwa vom zweiten Drittel des 12. Jahrhunderts bis Anfang des 13. Jahrhunderts. Die genauen Verhältnisse zu den livischen Bewohnern während der kurischen Kolonisation sind unbekannt, weil kurische Gräber hier zwar mehr Waffen aufwiesen, aber es gibt im Gegensatz zu den westlicheren Wenden keine Spuren von Kämpfen gegen die Kuren. Quellen erwähnen etwa 45 bewohnte Plätze, meistens Dörfer. Das waren nicht alle Siedlungen, aber Vanema war dünner bevölkert, als andere Landschaften. Die Dörfer lagen in der Umgebung einzelner Burgen, bildeten also schon damals Burgsuchungen. Dazwischen existierten unbebaute Wildnisgebiete. Möglicherweise besiedelten Kuren zuerst Regionen zwischen den livischen Siedlungsstreifen und drangen nach und nach in sie ein oder stellten sie unter ihre Hegemonie. Es gab kurische, livische und gemischte Gräberfelder und Siedlungsgruppen. Die kurische Bevölkerung lebte dichter am West- und Südrand und in südwestlichen Teilen der Region in Burgbezirken vom Puzes-See im Nordwesten über den Usma-See, das Flusstal der Abava und südwestlich davon bis zum Südosten um Pūre und Tukums. Die kurischen Burgsuchungen um Talsi im Zentrum und besonders Dundaga im Nordosten mit 15 kurischen Dörfern, einst von Wikingern bewohnt, und einzelne andere lagen entfernter. Am Nordrand wurden keine kurischen Siedlungen entdeckt, weshalb einige Karten den Nordrand bis Kap Kolka nicht als Teil des kurischen Gebiets sehen. Weil Quellen der Ordenszeit aber die ganze Region als kurische Landschaft definieren, auch größere Landstriche südlicher ohne kurische Siedlungen, gehen andere Forscher davon aus, das wohl das ganze Gebiet regional unterschiedlich unter direkter oder indirekter Herrschaft oder Hegemonie der Kuren stand. Žulkus nennt die Liven „mehr oder weniger kolonisiert“. Die größte Hügelburg mit 3300 m² Fläche stand in Talsi. Es gab zahlreiche weitere Burgen, am besten erforscht sind die Burgberge von Matkule und von Sabile.

#### Landschaft zwischen Scrunda und Semigallia
In einem Dokument vom 5. April 1253 wird eine weitere nordkurische Landschaft unter „unbekanten curländischen Ländereien“  beschrieben, die in zwei anderen Urkunden 1252/53 und dem Vertrag 1230 fehlt und deren Territorium später zur Landschaft Bandava gezählt wird: die „Landschaft zwischen Scrunda und Semigallia“ (lat. terra, quae est inter scrunden et semigalliam, deutsch auch „Landschaft zwischen Schrunden und Semgallen“, lettisch zeme starp Skrundu un Zemgali, kurz auch Starpzeme = „Zwischenland(schaft)“). Sie lag zwischen der Stadt Skrunda (dt.: Schrunden) der Landschaft Bandava am oberen Mittellauf der Venta und dem Gebiet der Semgallen im Osten. Ihre genauen Grenzen verliefen im Osten an der Venta, im Norden entlang dem Zufluss Škede oder Ēda (in beiden alten Karten oben noch deutlich südlicher), die Südgrenze bildeten die Flüsse Vadakstis und Ezerupe, die heute die litauisch-lettische Grenze bilden, die Ostgrenze größtenteils der Mittel- und Oberlauf des Flusses Imula. Die größte Stadt der Region und auch damals das Zentrum ist Saldus.
Die Region war im 13. Jahrhundert keine übliche Landschaft, sondern sehr dünn besiedelt und größtenteils umbewohnt. Bei einer Größe von 1120 km², vielleicht 100 mehr, sind nur 25 bewohnte Orte bekannt, 11 mit ihren altkurischen Namen in Quellen und neun weitere Burgwälle, womit durchschnittlich 45–50 km² auf jede Ortschaft fielen. Die Besiedlung war aber sehr ungleich verteilt und konzentrierte sich auf die Flussläufe des Ciecere, der die Region im nördlichen Drittel vom Ciecere-See im Nordosten nach Westen zur Venta durchfließt und auf dessen Zufluss von Süden, den Ezerupe. Über fünf bewohnte Plätze lagen entfernt an den Grenzflüssen und gehörten möglicherweise zu Nachbarlandschaften. Im Inneren gab es mindestens zwei Burggebiete. Der Großteil der Landschaft im Südwesten, im Zentrum und breite Säume an den Grenzen waren komplett unbewohnt, keine unwirtlichen Sümpfe, sondern unerschlossener Urwald.
Es wird oft angenommen, dass diese dünner besiedelte namenlose Landschaft ein unbebautes Grenzgebiet war, das im Gegensatz zu südlichen Nachbargebieten im östlichen Ceklis erst kurz zuvor begonnen wurde, kurisch zu besiedeln. Eindeutig beweisen lässt sich das aber nicht, weil noch kein Burgwall und keine Siedlung archäologisch untersucht wurden.

### Südkurische Gebiete

#### Mėguva / Megava / Megowe
Eine der beiden kleinsten kurischen Landschaften war Megava (lettischer Name, lateinisch terra Megowe, litauisch Mėguva, deutsch oft Megowe). Der Name leitet sich möglicherweise über die Lautverschiebung baltisch z > altkurisch g von „Wald“ (lettisch: meza) ab.
Diese Landschaft umfasst nur den schmalen Küstenstreifen von Šventoji und dem gleichnamigen Fluss (deutsch beides: Heiligen Aa, dort war in kurischer Zeit keine Siedlung, aber eine Gruppe heidnischer Heiligtümer, woran beide Sprachnamen erinnern) im Norden bis südlich von Palanga an der nördlichen Küste des heutigen Litauen und reicht östlich in beinahe quadratischer Form, landeinwärts allerdings etwas breiter werdend, bis südlich von Kretinga (altkurisch: Kretene) im Südosten und Auksūdys im Nordosten. Die Landschaft war ringsherum von einem 6 km bis (bei unwirtlichen Sümpfen und Dünen) 20 km breiten Wildnisstreifen umgeben, was – wenn auch er in Zeiten des Bevölkerungsmaximums wohl teilweise landwirtschaftlich genutzt wurde – für angespannte Beziehungen zu den Nachbarlandschaften Duvzare im Norden, Ceklis im Osten und Pilsaten im Süden spricht.
Die Landschaft war nur 220–270 km² groß, es gab über 20 Siedlungsplätze, was durchschnittlich nur 11 km² Nutzfläche pro Siedlung entspricht. Nach archäologischen Schätzungen der 1980er Jahre anhand der Zahl der Gräber lebten trotz der dichtesten Besiedlung nur 1000–1300 Menschen nach dem Jahr 1100, dem Bevölkerungsmaximum, in der Landschaft. Zwar wurde diese Schätzung später relativiert, weil nicht alle Gräber erhalten oder bekannt sind, es Seebestattungen gab, und die Wohnorte dicht besiedelt waren, aber eine vielfache Bevölkerung ist unter den Bedingungen der späten baltischen Eisenzeit (bis Anfang 13. Jahrhundert) und der bekannten Siedlungsgrößen nicht zu erwarten, was Rückschlüsse auf die kurische Bevölkerung anderer Landschaften zulässt.
Wichtiger sind aber die Ergebnisse, nach denen in Megava nach 1100 etwa 180 % des Bevölkerungsstandes der Jahre nach 1200 (bei Ankunft des Ordens) lebte. Dieser beachtliche Bevölkerungsverlust geht sicher nicht nur auf vermehrte dänische und schwedische Gegenangriffe zurück, sondern hat seine Hauptursache im Niedergang des kurischen Seehandels in Konkurrenz zum expandierenden dänischen, schwedischen und hanseatischen Handel. Genauere archäologische Untersuchungen der verschiedenen Burgsiedlungen bestätigen, dass sie in diesem Jahrhundert von Handels- und Handwerkszentren zu vorwiegend landwirtschaftlichen Siedlungen (mit Fischerei) zurückfielen. Das ist sicher auch die Ursache, dass die in äußeren Quellen so ausführlich beschriebene kurische Piraterie, die besonders von Megava und dem südlicheren Pilsaten ausging, deutlich zunahm. Die Zahl der Einwohner war vom Jahr 800 von 110 % des Standes der Bevölkerung nach 1200 allmählich auf 180 % gestiegen, was schlussfolgern lässt, dass die Bevölkerung nicht mehr alleine von Landwirtschaft leben konnte, sondern auch maritime Wirtschaft – Fischerei, Seehandel, Handwerk für den Export und Piraterie – brauchte und fiel dann zurück. Es wird auch angenommen, dass sich überzählige Bevölkerung dieser wirtschaftlichen Erweiterung und Schrumpfung den kurischen Siedlungsbewegungen in umgebende Territorien anschlossen.
Neben Palanga, dem wichtigsten Seezentrum der Kuren überhaupt, waren auch die Burgsiedlungen Andulis/ Anduliai im südlichen Kretinga (altkur.: Perkūnkalnis) mit sehr starken Befestigungen, Kretinga (Kretene) selbst, Negarba im Zentrum der Landschaft (Nebarga), Ladzininkai im mittleren Norden und Girkaliai im mittleren Süden bedeutend, die alle gemeinsam Handwerkszentren von Schmieden und Juwelieren mit importiertem Messing, Silber und Bronze waren, besonders der für Megava charakteristischen runden Fibelschnallen mit runden, verzierten Enden (Hufeisenfibeln mit Mohnkopfenden), die weit exportiert wurden. Noch wohlhabender war Pryšmančiai, leicht östlich von Girkaliai, in dem besonders Silber- und Messing-Sternfibeln und Armbänder, auch im kurischen Tierstil produziert wurden.

#### Pilsotas / Pilsāts / Pilsaten
Der Name der Region Pilsaten (litauisch: Pilsotas, lettisch: Pilsāts, lateinisch terra Pilsaten) leitet sich eindeutig von „Burg/ Stadt“ (altkurisch: pilsats, lettisch: pils/ pilsets, litauisch: pilis) ab. Die Landschaft befand sich um Klaipėda (Memel) herum.
Nach bisherigen archäologischen Funden umfasste Pilsaten nur im wesentlichen Gebiete im heutigen Stadtgebiet von Klaipėda, reichte nur im südlichen Osten nennenswert darüber hinaus, bis in westliche Randviertel von Gargždai. In dieser Ausdehnung wäre Pilsaten nur etwa 150–170 km² groß. Hier wurden etwa 25 besiedelte Plätze gezählt, 12 in Quellen namentlich erwähnt, 10 Hügelburgen sind überliefert, womit durchschnittlich 8 km² auf jede Siedlung entfielen. Pilsaten wäre dann die kleinste und am dichtesten besiedelt kurische Landschaft gewesen. Es gibt aber bereits seit dem 19. Jahrhundert die aus Quellenangaben des 13. Jahrhunderts entnommene Sichtweise, dass sich Pilsaten fast 20 km südlicher bis zum Windenburger Eck (lit. Ventės ragas) und von dort wenige Kilometer den Mündungsarm des Memeldeltas aufwärts bis zur unteren Minija und auf die nördliche Kurische Nehrung erstreckt haben soll. Nach diesen ausgedehnten Grenzen, die auch in den Karten oben zu sehen sind, wäre die Landschaft 800 km² groß. Historiker argumentierten, dass dort einige noch nicht identifizierte Siedlungen liegen könnten und die Südgrenze schon vor der Ordenszeit entstanden sein könnte. Allerdings wurden in diesem südlichen Bereich bisher noch keine Siedlungen entdeckt, die das bestätigen oder widerlegen könnten, weder kurische Siedlungen, noch Siedlungen anderer Ethnien, wobei selbst einige Hügelburgen aus Quellen bisher nicht gefunden wurden. Die Südgrenze ist bis heute umstritten.
Die im Vorkapitel erwähnten Schätzungen anhand der Gräber, die in Megava 1000–1300 Menschen nach dem Jahr 1100 annahmen, fanden für die bekannten Siedlungen nur ca. 1000 Bewohner. Der Bevölkerungsrückgang des folgenden Jahrhunderts betraf die Region weniger deutlich, sie verlor nur ca. 10 % der Einwohner. Der bekannteste Fundplatz ist Zardė-Laistai-Bandužai (Name nach der Lokalisierung der Hügelburg, Siedlung und des Gräberfeldes) 7 km südöstlich der Innenstadt von Klaipėda, im Zentrum gab es eine weitere Burg, das wahrscheinlich im Osten gelegene Zentrum Gramboviškiai-Oktė-Galmenė wurde bis heute nicht gefunden. Mit Ausnahme einer noch nicht gefundenen Siedlung beim Gräberfeld Aukštiemiai zeigen alle Gräberfelder und Siedlungen eine große Bedeutung von Handel und Handwerk neben der Landwirtschaft. Ein wichtiges Exportgut waren neben Broschen und Armbändern im kurischen Tierstil, auch Hufeisenfibeln wie in Mėguva, allerdings mit zoomorphen (tierförmigen) Enden.

#### Ceclis / Ceklis / Keklys
Östlich von Duvzare, Megava und Pilsaten lag die kurische Landschaft Ceklis (litauisch und lettisch Ceklis oder Keklys, lateinisch terra Ceclis). Hier liegen heute beispielsweise Garisda (Gargždai), Maysedis (Mosedis), Nedingen (Medingėnai), Retowe (Rietavas) oder Schoden (Schoden/Skuodas).
Die Namensherkunft ist nicht eindeutig geklärt. Einige Baltisten verwiesen auf ähnliche baltische Vergleichswörter, die „Busch/ Büschel/ Bündel“ bedeuten, wonach der Name vielleicht auf einen Bewuchs mit Gebüsch und Büschelblumen hindeutet. Andere weisen darauf hin, dass es auch in anderen Sprachen „Klumpen/ Haufen/ Menge“ bedeutet und vermuten, dass es ein archaisches Wort für „Familie/ Sippe“ oder auch „(Krieger-)Schar/ Stamm“ sein könnte, aber die Herleitung ist umstritten.
Die Landschaft war eine der größten kurischen Landschaften, aber nicht so groß, wie auf den älteren Karten oben eingezeichnet. Die westliche und nördliche Grenze ist in dicht besiedeltem Gebiet klar, aber nicht die südöstliche. Ältere Forscher zogen sie noch bis zur Ventaquelle und im Süden großzügig konvex bis zum Mündungsgebiet der Minija ins Memeldelta im Südwesten. Dann hätten aber einige von Žemaiten bewohnte Siedlungen an der oberen Jūra sowie am Oberlauf der Virvyčia/ Virvytė, einem linken Zufluss der mittleren Venta (!) dazugehört, was ausgeschlossen ist. Jüngere Experten ziehen deshalb die Südostgrenze eher konkav von Telšiai zur Minjamündung. Die genaue Grenze in dieser dünn besiedelten Südostregion ist aber eine der ungeklärtesten Grenzfagen neben der Südgrenze Pilsatens und der Grenze zwischen Ventava und Bandava. 
In heute bekannten Grenzen war Ceklis etwa 2500 km² groß mit 180 Siedlungsplätzen, was durchschnittlich 14 km² nutzbares Land pro bewohntem Ort ergibt. Hier gab es wohl 10 bis 11 territoriale Einheiten/ Burgsuchungen, jede mit 4–14 Burgwällen (Grenzburgen und bewohnte Teilburgen oder Zentren). 
Die Landschaft war sehr ungleichmäßig besiedelt. Viele Siedlungen lagen an der unteren Minija im Südwesten, von Dovilai im Süden beginnend, und im Nordwesten in der Umgebung der Flüsse Akmena und Danė, wo auch das historische Zentrum Apuole lag. Weitere Zentren waren hier die Burgen Embare (lit. Imbarė) und Gondinga (Grigaičiai) am Ilgis-See und Alseyde (Alsėdžiai) und Garde (Žemaičių Kalvarija) in der Umgebung des Plateliai-Sees. Beide Seen waren nach zahlreichen Seebestattungen und späteren christlichen Zentren wahrscheinlich heilige Seen der Kuren von Ceklis. Diese Regionen waren die ältesten Teile der Landschaft, bis ins 13. Jahrhundert dicht besiedelt, danach wurden diese Regionen durch die Litauerkriege des Deutschen Ordens nahezu vollständig entvölkert. Mit Duvzare, Megava, Pilsaten und Bihavelanc gehörte Ceklis zu den fünf „alten“ kurischen Landschaften, die einzige Binnenlandschaft unter ihnen. Ebenfalls dicht besiedelt waren die Flusstäler der von Ost nach West fließenden oberen Minja und ihrer Zuflüsse von Norden, Bartuva, Salantas und Erla. Die nordöstliche Grenze bildete die mittlere Venta, an deren Ostufer Siedlungen und Burgen der Žemaiten/ Schemaiten/ Samogitier, am Westufer der Kuren standen. Viele Historiker vermuteten, dass diese Regionen erst später von Kuren besiedelt wurden, weil das nördlich benachbarte Bandava später von ihnen besiedelt wurde, aber es gibt noch keine archäologischen Belege oder Gegenbeweise. Nur rechts der mittleren Venta am Nebenfluss Dabikinė und südöstlicher am Flüsschen Patekla gibt es eine kleine Region, in der zerstörte schemaitische Körpergräber und Siedlungen neben kurischen Siedlungen und Urnengräbern standen. Die Region wird als die von Kuren eroberte kleine schemaitische Region Viešvė identifiziert. Zwischen den Flusstälern lagen große dünn besiedelte oder unbesiedelte Landstriche. Besonders die Niederungen im Südosten waren in der mittelalterlichen Warmzeit bis 13. Jahrhundert deutlich feuchter, sumpfiger und mooriger, als danach und dünn besiedelt, weshalb die Grenze hier umstritten ist. Einige benachbarte schemaitische Siedlungen waren nur bei Frost gut erreichbar.

#### Als altkurische Landschaft widerlegt: Lamotina
In älterer Literatur bestand Unklarheit, ob die Region Lamotina (um Šilutė/dt. Heydekrug, zwischen den Flüssen Minija und Jūra) zu den kurischen Landschaften zu zählen sei. Heute ist sicher, dass sie keine klassische kurische Landschaft war, sondern von Schalauern besiedelt, erst 1254 dem Bistum Kurland zugesprochen wurde.